# Irredentismo
El término irredentismo (irredentismo, de irredento, 'no liberado') hace referencia, en sentido estricto, al irredentismo italiano, un movimiento político italiano posterior a 1870 que reivindicaba para el Reino de Italia las tierras «no rescatadas» del Imperio austrohúngaro, y más tarde, por extensión, de todos los territorios que se consideraban italianos.
En un sentido amplio, el irredentismo se refiere a la corriente política que aboga por la anexión o recuperación de territorios que, por razones culturales, históricas, lingüísticas, raciales o similares, son considerados parte inherente de una nación, aunque actualmente pertenezcan a otros estados

## Definición

La pintura de 1887 "La Tache Noire" (El punto negro) de Albert Bettannier, que representa a escolares en Francia a quienes se les enseña sobre la provincia de Alsacia-Lorena, perdida después de la guerra franco-prusiana.

El diccionario de la lengua española, elaborado por la Real Academia Española lo define de las siguientes maneras:

1. m. Actitud política que propugna la anexión de un territorio irredento.
2. m. Actitud política de aquellos habitantes de un territorio que propugnan la incorporación de este a otra nación a la cual se sienten pertenecer.
3. m. Situación o condición de irredento.

Respecto a la voz "irredento", la define de la siguiente manera:

adj. Dicho especialmente del territorio que una nación pretende anexionarse por razones históricas, de lengua, raza, etc.: Que permanece sin redimir.

La primera definición abarca tanto el deseo que los habitantes de un territorio tienen de anexionar a este otro territorio distinto (1) como al deseo que puedan tener de ser anexionados por otro territorio (2). Ninguna de ambas definiciones mencionan que deba existir un Estado, sino que hablan de «territorio» y de «nación».
Por su propia esencia, es un concepto muy utilizado por ideologías nacionalistas.

## Irredentismos reconocidos oficialmente
Algunos Estados cuentan con documentos legales que formalizan sus pretensiones irredentistas, pueden ser constituciones u otros tipos de decretos.

### Afganistán

En verde, las áreas con mayoría étnica pastún.

La frontera entre Afganistán y Pakistán, conocida como Línea Durand, fue acordada entre el gobierno afgano y el entonces Raj británico en 1893. Sin tomar en cuenta que las tribus pastunes fueron divididas en dos Estados nacionales. Tras el surgimiento del Estado de Pakistán, los afganos afirmaron nunca haber reconocido la frontera, por lo que durante las décadas de 1950 y 1960 hubo enfrentamientos militares con cierta frecuencia. Todos los gobiernos afganos del siglo XX declararon tener intenciones de unir a los pastunes en un mismo Estado nacional.

### Argentina
El irredentismo argentino (o el concepto de Gran Argentina) se refiere a la idea de la soberanía de la República Argentina sobre los territorios británicos de ultramar de las islas Malvinas, Georgias del Sur y las islas Sandwich del Sur, así como la disputa con Chile por el Campo de Hielo Patagónico Sur, la región denominada Antártida argentina y el espacio marítimo argentino. También puede hacer referencia a otros territorios antiguamente disputados como las islas Picton, Nueva y Lennox, la Puna de Atacama, Lago del Desierto, Tarija, entre otros
El gobierno argentino ha mantenido un reclamo sobre las islas Malvinas desde 1833 (incluida la guerra de las Malvinas en 1982). Se considera la parte de la Provincia de Tierra del Fuego, Antártida e Islas del Atlántico Sur, junto con las islas Georgia del Sur y Sandwich del Sur. Entre los argumentos del gobierno por las islas, es que se hallan dentro de la plataforma continental de América del Sur, rodeadas por el mar epicontinental que Argentina denomina mar Argentino; y la toma de posesión argentina de las Islas Malvinas de 1820, que quedaron bajo pacífica posesión de las Provincias Unidas del Río de la Plata hasta la ocupación británica a finales de 1832. Aunque Argentina reivindica sus derechos sobre las islas y exige su devolución, considerándolas parte integral e indivisible de su territorio, a criterio de las Naciones Unidas se trata de un territorio en litigio que incluye en la lista de territorios no autónomos bajo supervisión del Comité de Descolonización. Argentina considera a las personas nacidas en esos territorios como ciudadanos argentinos, sin embargo, el concepto únicamente se aplica en aquellos ciudadanos de las islas que soliciten obtener la ciudadanía argentina. 
Como parte del sentimiento nacional sobre las Malvinas existe la llamada Marcha de las Malvinas, que es una canción, la cual está dedicada a la reivindicación argentina de soberanía sobre las islas y es entonada en las escuelas y en todos los actos oficiales de reivindicación de soberanía (ocurridos el 2 de abril y 10 de junio).

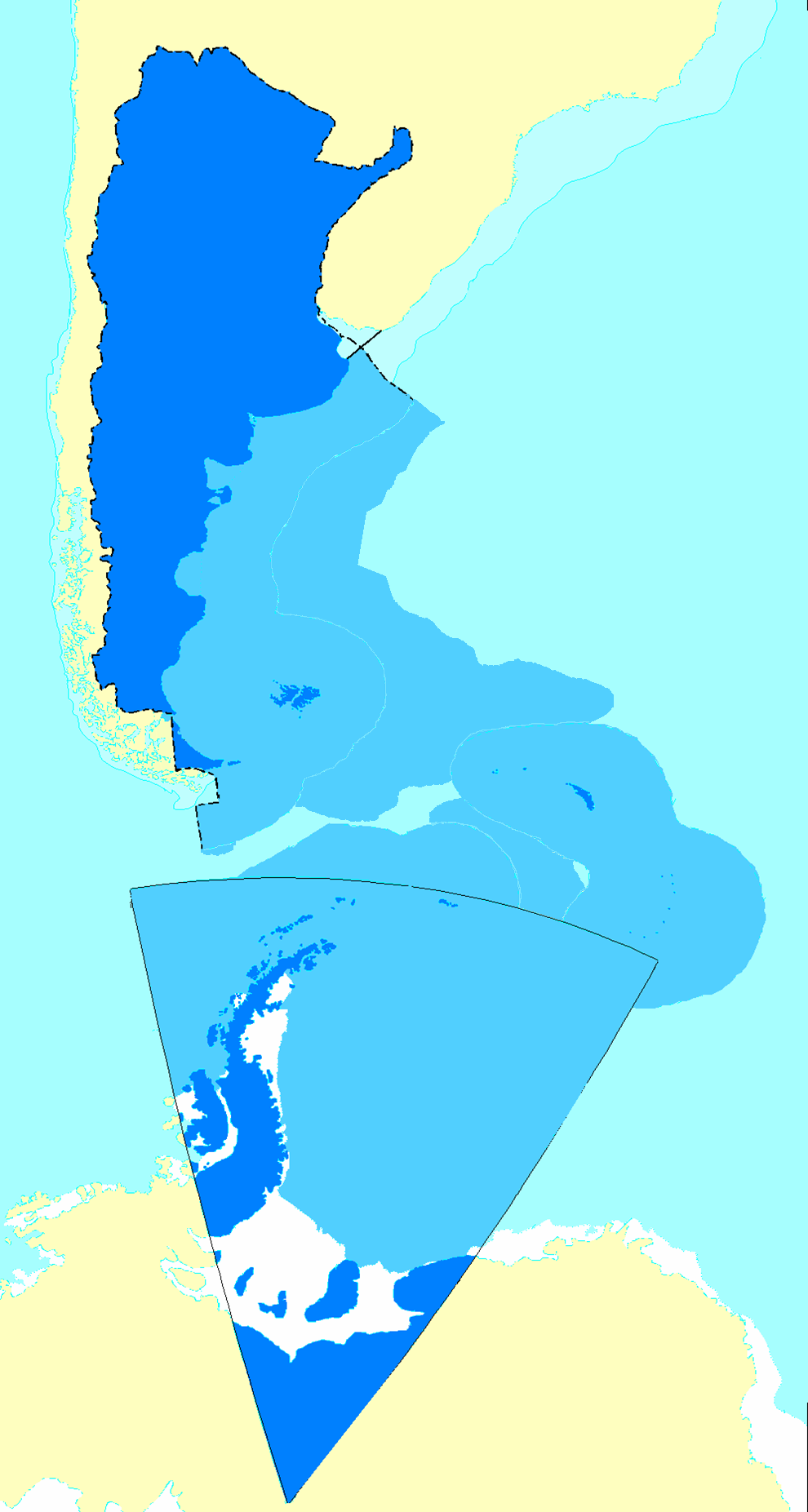
República Argentina.

Las reclamaciones de la Nación Argentina sobre los territorios citados, aparecen en la Primera Disposición Transitoria de la Constitución Nacional, que fue modificada por última vez en 1994:

La Nación Argentina ratifica su legítima e imprescriptible soberanía sobre las Islas Malvinas, Georgias del Sur y Sandwich del Sur y los espacios marítimos e insulares correspondientes, por ser parte integrante del territorio nacional. La recuperación de dichos territorios y el ejercicio pleno de la soberanía, respetando el modo de vida de sus habitantes, y conforme a los principios del derecho internacional, constituyen un objetivo permanente e irrenunciable del pueblo argentino.
Constitución de la Nación Argentina - Primera Disposición Transitoria

El campo de hielo patagónico sur es una gran extensión de glaciares situada en los Andes patagónicos en la frontera entre Argentina y Chile, que constituye el mayor campo de hielo de carácter continental no polar y con acceso terrestre. Aún está pendiente la delimitación de 50 kilómetros (31 millas) de la frontera, entre el monte Fitz Roy y el cerro Murallón.

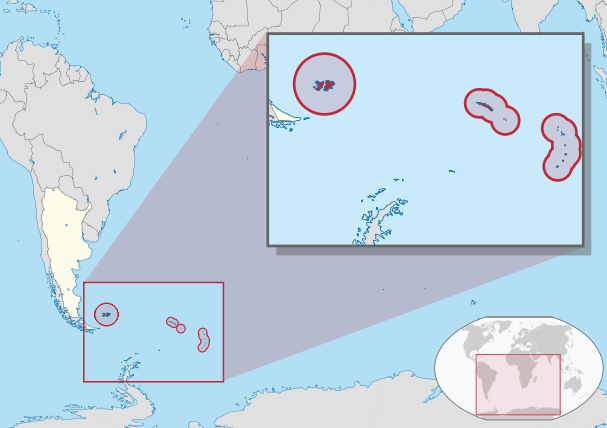
Ubicación de las islas en litigio.

En la Antártida, existe un área reclamada por la Argentina, la cual es llamada Antártida Argentina. Se extiende entre los meridianos 74° O y 25° O, el paralelo 60° S y el polo sur y es considerada como parte integral de su territorio. Además, se superpone con las reclamaciones del Reino Unido y de Chile. Las reclamaciones antárticas argentinas están basadas en varios motivos, los cuales son: considerar a la Península Antártica como parte de la Cordillera de los Andes según puntos de vista geológicos y geográfico; Argentina ha mantenido una ocupación permanente durante más de un siglo, y controla la antigua base en la Antártida (Base Orcadas en la isla Laurie); Argentina lleva a cabo numerosas misiones de rescate en la Antártida; Argentina construyó el primer aeropuerto de la Antártida, en la base Marambio en 1969; los argentinos conforman la mayor población peninsular de la Antártida, en comparación con los nacionales de cualquier otro país; el primer bebé antártico nació en la base Esperanza; y por último, Argentina históricamente ha enviado en total a más personas a la Antártida que todos los demás países juntos, sin embargo solo 230 argentinos en la actualidad permanecen en el continente, significativamente bajo comparándolo con las bases estadounidenses.
La tesis del mar de resguardo patrimonial de la Argentina o tesis del mar presencial argentino, es la teoría que propicia que, tras una apreciación oceanopolítica, la República Argentina demarque sobre el espacio marítimo de su zona de influencia en la alta mar adyacente a su Zona Económica Exclusiva, la zona en donde sus intereses estuvieran o pudieran estar involucrados directamente. En él se incluirían amplias superficies marítimas en litigio con el Reino Unido, así como las superficies marítimas que se proyectan desde los territorios comprendidos en el denominado Sector Antártico Argentino, zona reivindicada por dicho país, también sujeta a otras reclamaciones de soberanía, todas bajo los alcances del Tratado Antártico en 1959. Para comienzos del 2014, ese país aún no contaba con un área de mar presencial demarcada oficialmente. En 1987, el senador Mario Utrera presentó un proyecto de ley denominado «Fijación de los límites del Mar de Resguardo Patrimonial Argentino», que buscaba demarcar los límites marítimos del país.
El conflicto del Beagle se centró en la disputa por la soberanía de las islas e islotes íntegramente ubicados en el llamado «martillo del laudo», un polígono definido en el Compromiso de arbitraje que ambos países firmaron en 1971, en el que se hallan ubicadas las islas Picton, Nueva, Lennox, Gratil, Augustus, Snipe, Becasses, Gable y otros islotes. Se acordó someter la resolución de la disputa a la decisión de una corte arbitral que debía dar a conocer su fallo al gobierno del Reino Unido, que era el árbitro formal. El conflicto llegó a su punto culminante el 22 de diciembre de 1978, cuando las Fuerzas Armadas argentinas se dispusieron a ocupar las islas en disputa, pero la intervención del papa Juan Pablo II evitó la guerra y condujo una mediación que llevó a la firma del Tratado de Paz y Amistad el 29 de noviembre de 1984, que solucionó el conflicto tras más de dos tercios de siglo de disputa. Tras una consulta popular, el gobierno argentino ratificó el tratado, al igual que la dictadura militar, este último sin consulta alguna.
Anteriormente, la Nación Argentina también tuvo reclamaciones territoriales sobre la Puna de Atacama, el Lago del Desierto y la ciudad boliviana de Tarija.

### Bengala

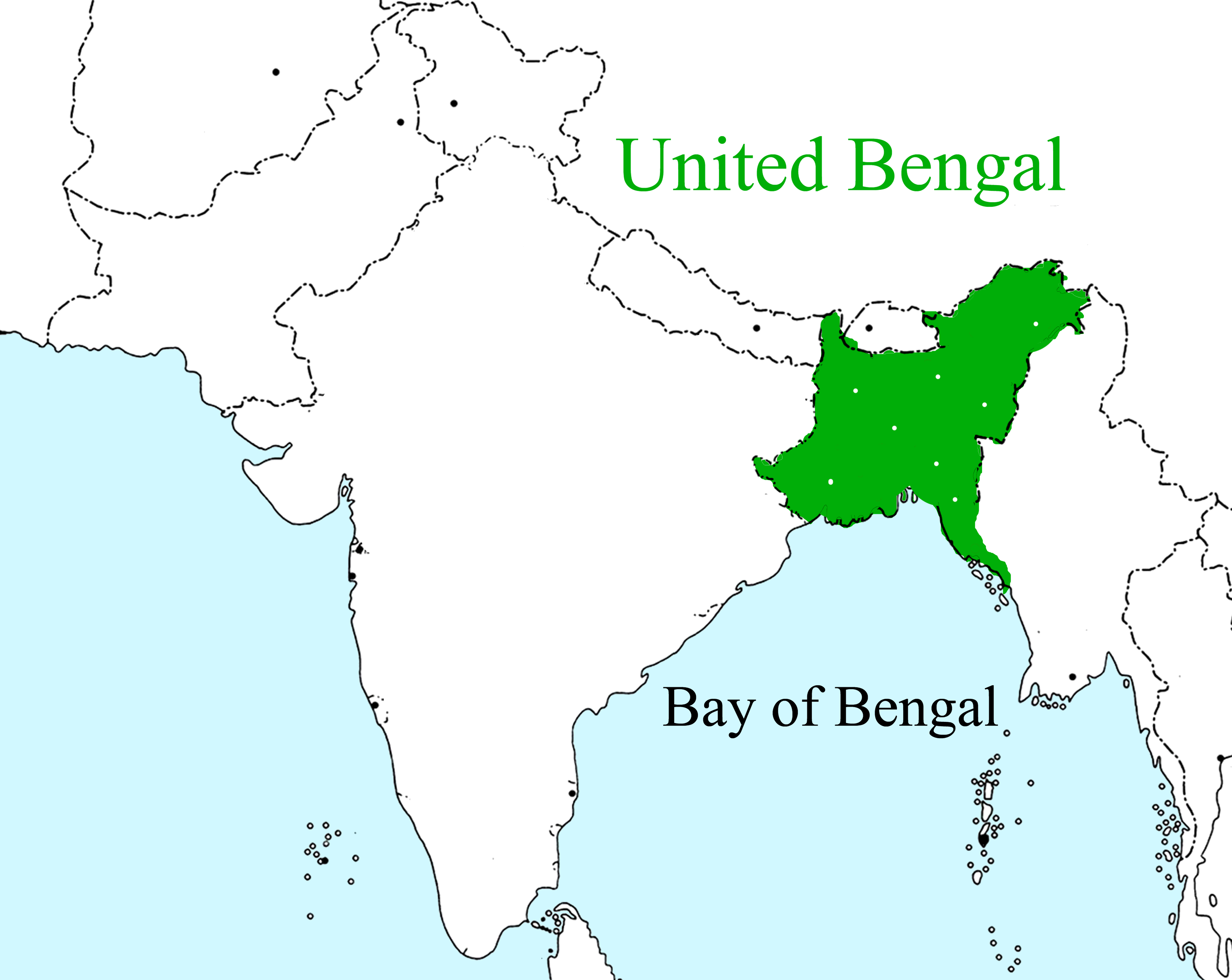
La denominada Bengala Unida se encuentra repartida entre la India y Bangladés.

Existe una ideología conocida como Bengala Unida (United Bengal), la cual propone la creación de una nación de hablantes del Idioma bengalí en la zona de Asia del Sur. Esta idea nació por parte del nacionalismo bengalí tras la primera partición del territorio en 1905. En ese año el Mandato Británico de la Presidencia de Bengala dividió al territorio en las regiones de Bengala Occidental, Bengala Oriental y Assam con el objetivo de debilitar cualquier tipo de movimiento nacionalista en la región. Después de un movimiento de protestas, Bengala fue reunificada en 1911.
En 1947, se dio un segundo intento de dividir el territorio bengalí tomando como base en las llamadas líneas comunales creadas durante la Partición de la India. El primer ministro de Bengala, Huseyn Shaheed Suhrawardy, y el líder nacionalista bengalí, Sarat Chandra Bose, propusieron la creación de un Estado independiente para Bengala. La propuesta no fue apoyada debido a la oposición de las autoridades coloniales británicas y al conflicto entre los musulmanes y los hinduistas de la región, lo que llevó finalmente a la segunda partición de Bengala.

### Bolivia

Mapa de Perú, Bolivia y Chile antes de 1883. En naranja territorio peruano, en amarillo el boliviano y en verde el suelo chileno.

El irredentismo boliviano, conocido como Mediterraneidad de Bolivia, alude a la situación geográfica del país que lo convierte en un Estado sin litoral. El Gobierno de Bolivia ha reclamado contar con una salida directa al Océano Pacífico tras haber perdido territorio a manos de Chile luego de su derrota en la guerra del Pacífico, en concreto, se trata de una franja conocida como el Corredor de Atacama. Esta cesión territorial se confirmó en 1904 tras la firma del Tratado entre Chile y Bolivia.
También reclama las posesiones perdidas en varias de sus guerras, tales como el Chaco y el Acre, pero otros consideran varios territorios, como el Departamento de Puno y el territorio del Púrus, todo el Desierto de Atacama, una pequeña parte del Mato Grosso así como los Estados de Salta y Jujuy, y unilateralmente Arica y Tarapacá
Tras la pérdida de la franja costera boliviana, el gobierno del país ha tratado de reclamar el retorno de unos 160 kilómetros de largo por 10 de ancho que permita al país la posibilidad de utilizar el puerto de Arica en su beneficio.
En 1975, los gobiernos de Augusto Pinochet y Hugo Banzer Suárez sostuvieron conversaciones sobre un acuerdo territorial. La dictadura chilena ofrecía a Bolivia la cesión de una franja de tierra al norte de Arica con salida al Océano Pacífico a cambio de una porción de terreno similar que pasaría de la administración boliviana al Gobierno de Chile en el departamento de Potosí. Sin embargo, la oferta no prosperó por la necesidad de aprobación del Perú, nación que también había perdido territorio en la guerra del Pacífico, se ofreció la posibilidad de un gobierno tripartito entre Estados involucrados.
En 2009 se promulgó una nueva Constitución de Bolivia, entre los artículos se incluye la reivindicación del derecho histórico del país para una salida al mar.

Artículo 267

I. El Estado boliviano declara su derecho irrenunciable e imprescriptible sobre el territorio que le dé acceso al océano Pacífico y su espacio marítimo.
II. La solución efectiva al diferendo marítimo a través de medios pacíficos y el ejercicio pleno de la soberanía sobre dicho territorio constituyen objetivos permanentes e irrenunciables del Estado boliviano.
Segunda Parte, Título VIII, Capítulo Cuarto: Reivindicación Marítima, Nueva Constitución Política del Estado (p. 62)

El 24 de abril de 2013, Bolivia inició formalmente una presentación ante la Corte Internacional de Justicia de una demanda para solicitar a Chile una negociación sobre una salida al mar. El 24 de septiembre de 2015, La Corte Internacional de Justicia se declaró competente para continuar con el litigio. El 21 de marzo de 2017, el Gobierno de Bolivia presentó su réplica de argumentos para justificar sus pretensiones sobre el territorio chileno. El 16 de septiembre del mismo año, Chile entregó la dúplica para responder a las afirmaciones bolivianas.
La Corte Internacional de Justicia anunció el fallo sobre la controversia marítima entre Bolivia y Chile el 1 de octubre de 2018. En definitiva la Corte Internacional de Justicia desestimó, por 12 votos a favor y 3 en contra, los once argumentos presentados por Bolivia y dictaminó una sentencia «inapelable, obligatoria e inmediata», indicando que la corte «no puede concluir que Chile tenga obligación de negociar el pleno acceso soberano» al océano Pacífico para Bolivia.
También reclama las posesiones perdidas en varias de sus guerras, tales como el Chaco y el Acre, pero otros extremistas reclaman varios territorios, como el Departamento de Puno y el territorio del Purús del Perú, todo el Desierto de Atacama así como las provincias de Salta y Jujuy de Argentina y una pequeña parte del Mato Grosso del Brasil y unilateralmente Arica y Tarapacá de Chile

### China

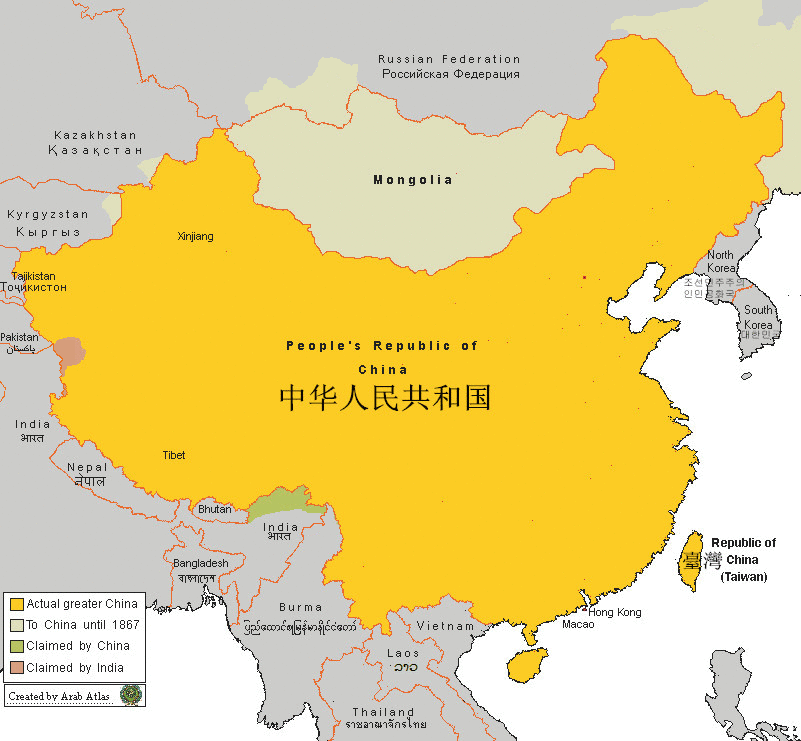
La Gran China. En amarillo se destacan las reclamaciones territoriales actuales. En color olivo se muestran los territorios que formaron parte del Imperio chino, pero que ya no son considerados en la idea irredentista.

Mapa con las reclamaciones territoriales del gobierno de la República de China (Taiwán).

En China, el irredentismo nacional busca unir en un mismo Estado a los territorios pertenecientes a la República Popular, Taiwán (República de China) y las regiones administrativas especiales de Hong Kong y Macao. El caso más trascendente políticamente ha sido el de la Isla de Taiwán, debido a que el gobierno autoritario es considerado como el representante legítimo del pueblo chino en el exterior, mientras que en Taiwán existe un Estado de corte liberal con el nombre oficial de República de China.
En el preámbulo de la Constitución de la República Popular China se considera que «Taiwán es parte del sagrado territorio de la República Popular China. El cumplimiento de la grandiosa obra de la reunificación de la patria es un deber sagrado de todo el pueblo chino, incluidos nuestros compatriotas de Taiwán.»
El Gobierno de la República de China administró anteriormente en conjunto a la China continental y a la Isla de Taiwán; tras la victoria militar de las fuerzas del Partido Comunista Chino en la Guerra Civil estas lograron su dominio exclusivamente en la zona localizada en tierra firme. El 1 de octubre de 1949, las tropas del Ejército Popular de Liberación entraron en Pekín, por lo que se fundó la República Popular China. 
Luego de su derrota, el gobierno nacionalista escapó a la Isla de Taiwán donde estableció la nueva sede de su administración. Las autoridades de la isla continuaron gobernando ese territorio con el nombre oficial de República de China. No obstante, el Estado se conoce mayoritariamente como Taiwán, debido a que la mayor parte de su administración se centra exclusivamente en Taiwán, en algunos casos, especialmente en el terreno deportivo, también es llamado China Taipéi. Hasta 1971 gozó del reconocimiento mayoritario de las naciones y era el representante chino en la Organización de las Naciones Unidas, siendo sustituido por la República Popular ese mismo año.
En la República de China, el artículo cuarto de su Constitución, establece que «el territorio de la República de China dentro de sus fronteras nacionales existentes no será alterado salvo por una resolución de la Asamblea Nacional». De esta forma, se niega cualquier tipo de pretensión de reinstalar el gobierno en el territorio continental.
Como parte de su actual política de continuar el statu quo, la República de China no ha renunciado a las reclamaciones sobre territorios actualmente controlados por la República Popular de China, Mongolia, Rusia, Birmania y algunos Estados de Asia Central, es decir, la Gran China. Sin embargo, en la práctica, Taiwán no ha demostrado alguna acción que busque hacer notar sus intenciones de dominio en los territorios citados; en cambio, Taiwán ha buscado tomar el control de algunos archipiélagos deshabitados para extender sus espacios de Mar territorial y Zona económica exclusiva, en concreto se busca controlar: las Islas Senkaku, cuya soberanía es disputada por Japón y la República Popular; y las Islas Paracel y Spratly en el Mar de la China Meridional, que actualmente son administradas por el gobierno comunista de Pekín.

### Comoras
El artículo primero de la Constitución de la Unión de las Comoras establece lo siguiente: "La Unión de las Comoras es una república compuesta por las islas autónomas de Mohéli, Mayotte, Anjouan y Gran Comora". Sin embargo, únicamente tres de los territorios citados están integrados en la unión, Mayotte, continúa siendo un departamento francés de ultramar, tras haberse celebrado dos referéndums: uno en 1974 y otro en 1976, en las dos consultas populares la población de la isla votó por continuar formando parte de Francia con un 63,8 y un 99,4 % de apoyos favorables respectivamente.

### Corea

Idea de la Reunificación de Corea.

Tras la liberación de Corea de la ocupación japonesa y el establecimiento de un Estado capitalista y otro comunista en la Península, los dos gobiernos han mostrado sus intenciones de reunificar al país bajo la bandera de su propio sistema político.
En Corea del Sur, su Constitución nacional reclama la jurisdicción sobre toda la península coreana en los artículos 3 y 4. Reconoce la división de Corea solo indirectamente, exigiendo al presidente que trabaje para la reunificación. En el sur existe un organismo encargado de "gobernar" los territorios localizados al norte de la Línea de Demarcación Militar (actual Corea del Norte). Se trata del Comité de las Cinco Provincias de Corea del Norte, establecido en 1949, integrado por los gobernadores de las cinco provincias nombrado por el presidente. Sin embargo, el cuerpo es puramente simbólico y se encarga en gran parte de tratar con desertores del Norte; si realmente se produjera la reunificación, el Comité sería disuelto y los nuevos administradores nombrados por el Ministerio de Unificación.
La Constitución de Corea del Norte también subraya la importancia de la reunificación, pero, si bien no formula una disposición formal similar para administrar el Sur, reclama efectivamente su territorio, ya que no reconoce diplomáticamente a la República de Corea, considerándola una "entidad que ocupa el territorio coreano". En concreto, se menciona la situación en el preámbulo y en el artículo noveno.
En ocasiones también se mencionan los territorios de Manchuria y Jiandao (Gando).

### India

Akhand Bharat o la Gran India.

La India se ha anexado todos los territorios coloniales localizados en el subcontinente indio que no pertenecieron al Raj británico, ya sea por la forma pacífica como las colonias que llevaron el nombre de la India francesa, o mediante invasiones militares como en el caso de la India portuguesa, y del antiguo Reino de Sikkim.
Sin embargo, dentro de la India existe una idea llamada Akhand Bharat (Gran India en hindi), que busca la integración de Pakistán y Bangladés dentro del Estado indio para restaurar el territorio de 1947, antes de la división del dominio británico, la "India Indivisible" (situación que se ha repetido a lo largo de la historia en periodos como los imperios Maurya, Gupta, Mogol y Maratha). La idea es defendida por organizaciones políticas y culturales como el Rastriya Swayamsevak Sangh y el Partido Popular Indio. Otros partidos políticos importantes de la India, como el Congreso Nacional Indio, se oponen a la partición del territorio por motivos de tipo religioso, no están a favor de un gran Estado en el sur de Asia.
Una versión reducida del irredentismo en la India se centra exclusivamente en el territorio de Cachemira, la cual ha sido objeto de disputa con Pakistán desde 1947. A partir de ese año, se vive un conflicto entre los dos Estados por el dominio de la región. El Maharajá Hari Singh del Jammu y Cachemira firmó el tratado de anexión a la India para obtener protección ante el temor de una incursión pakistaní. Desde el estallido del conflicto, Cachemira ha permanecido dividido en tres partes, administrado por la India, Pakistán y China en porciones territoriales propias. Sin embargo, sobre la base del tratado de anexión, la India sigue reclamando toda la región de Cachemira como parte integrante de la misma. Todos los partidos políticos indios modernos apoyan el retorno de la totalidad de Cachemira a la India, y todos los mapas oficiales de la India muestran la totalidad de Yamú y Cachemira (incluyendo los territorios bajo control de las administraciones pakistaní o china después de 1947) como parte integral de la India.

### Indonesia

La Gran Indonesia o Gran Malasia.

Indonesia reclamó todos los territorios de las antiguas Indias Orientales Neerlandesas, y además de oponerse a los planes británicos para unir a la Malasia Británica y Borneo en una nueva federación independiente de Malasia, ya que eran vistos como una amenaza a su objetivo de crear un Estado único llamado Gran Indonesia. La oposición indonesia de la creación del Estado malayo provocó enfrentamiento entre Indonesia y Malasia entre 1962 y 1966. Sin embargo, las tensiones se han repetido a lo largo del tiempo. El país ocupó el territorio del Timor portugués (llamado ahora Timor Oriental) entre 1975 y 2002 basado en demandas del irredentismo. La ocupación militar incluyó asaltos, violaciones, saqueos y otros actos violentos hacia la población local. Al incluir la isla de Borneo dentro de sus pretensiones, la unión incluiría a Indonesia, Malasia, Timor Oriental, Brunéi y Singapur.
La idea de unir las antiguas posesiones coloniales británicas y neerlandesas en el Sudeste Asiático tiene sus raíces en el siglo XX, ya que el concepto de (Melayu Raya) fue acuñado en la Malasia británica, siendo adoptado por estudiantes y graduados de un colegio de formación magisterial a finales de la década de 1920. Algunas figuras políticas en Indonesia, incluyendo a Mohammad Yamin y a Sukarno, resucitaron la idea en los años 50 y renombraron el concepto de unión política como la Gran Indonesia.

### Israel
En 1948 se estableció el Estado de Israel tras la aprobación del Plan de las Naciones Unidas para la partición de Palestina, la resolución de las Naciones Unidas se cumplió tras el fin del Mandato británico de Palestina, la salida de las tropas y autoridades británicas y la llamada "Guerra de Independencia", en la cual el ejército israelí derrotó a una coalición de países árabes.
Después de asegurar el establecimiento como Estado, Israel comenzó a reclamar toda la región de Palestina como el hogar nacional del pueblo judío, por lo que se puede considerar la idea como el surgimiento del irredentismo israelí moderno, que busca recuperar los territorios perdidos después de las diversas ocupaciones por potencias como el Imperio romano, el Imperio bizantino, el Califato y el Imperio otomano. Además de recuperar una soberanía que se ha ejercido a lo largo de diversos periodos de la historia.
Las reclamaciones territoriales israelíes se basan principalmente en la tradición de los textos bíblicos que aseguraban la Tierra Prometida para el pueblo judío y en la ocupación territorial soberana que se ha ejercido en diversos periodos de la historia, lo que se marca especialmente en la intención de Israel de ejercer el dominio total en la ciudad de Jerusalén. Como parte de la tradición religiosa judía, se describe en el pasaje del Génesis, capítulo 15, versículos 18-21:

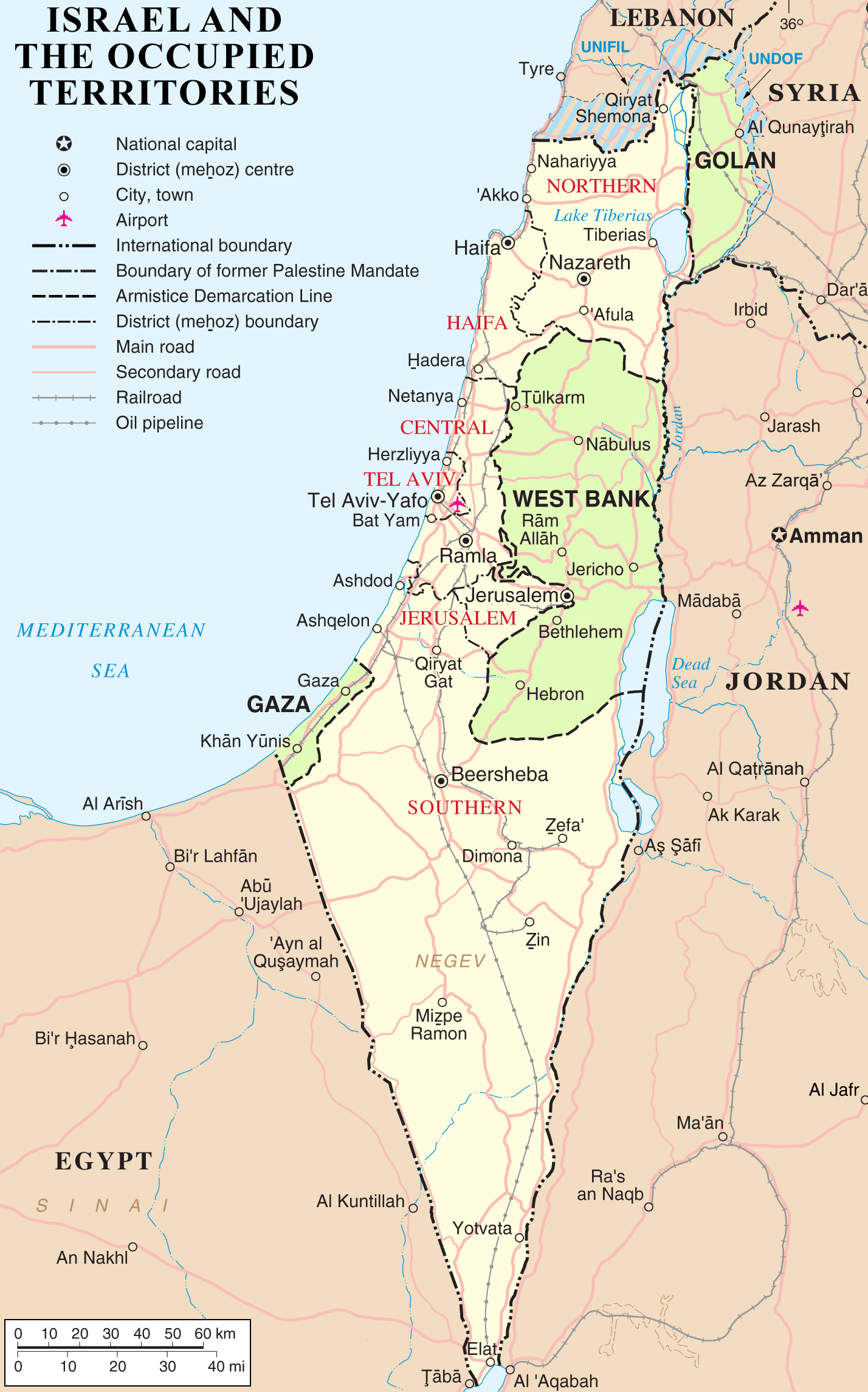
Mapa de Israel y los territorios ocupados

"Ese día, Yahveh hizo un pacto con Abraham, y dijo: "A tus descendientes les doy estas tierras, desde el río de Egipto hasta el río Éufrates. La tierra de los Quenitas, Quenizitas, Cadmonitas, Hititas, Perizitas, Refaim, Amoritas, Canaanitas, Girgasitas y Yebusitas".
Durante la ocupación de los otomanos y el posterior mandato británico, el territorio de Israel fue lugar de convivencia entre poblaciones de origen hebreo y árabe, tras la Segunda Guerra Mundial se dividió el territorio entre diversos Estados. Entre 1949 y 1967, Israel tomó Jerusalén Oeste; sin embargo, tras ganar la guerra de los Seis Días, el Estado hebreo amplió sus fronteras al controlar la totalidad de Jerusalén, partes de Cisjordania (Samaria y Judea), la Franja de Gaza, los Altos del Golán y la Península del Sinaí. En 1982, el Estado israelí devolvió la zona del Sinaí a Egipto. En 1994 cedió el control de la Franja de Gaza y una parte de Cisjordania a la Autoridad Nacional Palestina. Sin embargo, mantiene colonias judías en esos territorios, las cuales son protegidas por tropas de las Fuerzas de Defensa de Israel.
El control de Jerusalén por parte de Israel es defendido dentro oficialmente por la llamada Ley de Jerusalén, la cual declara que la ciudad de Jerusalén, "completa y unida", para ser la capital de Israel. Por su parte, el artículo 3 de la Ley Fundamental de la Autoridad Palestina, ratificado en 2002 por la Autoridad Nacional Palestina y que actúa como constitución provisional, afirma que "Jerusalén es la capital de Palestina". El gobierno palestino controla desde Ramala los territorios que han sido cedidos por el Estado israelí, mientras que la Franja de Gaza es gobernada por el movimiento Hamás. La mayoría de los gobiernos internacionales, incluido el de los Estados Unidos, no aceptan la capitalidad de Jerusalén, por lo que mantienen sus sedes diplomáticas en Tel Aviv.
Algunos sectores de los ciudadanos israelíes y judíos del mundo consideran que la ribera oriental del río Jordán (actualmente parte del Reino de Jordania) es la parte oriental de la Tierra de Israel. Sus creencias se basan en interpretar los textos de la Biblia, según los cuales, las tribus israelitas de Manasés, Gad y Rubén se establecieron en la orilla oriental del Jordán y porque esa zona fue designada como hogar nacional judío por la Sociedad de las Naciones en el Mandato de Palestina basado en la conexión histórica reconocida del pueblo judío a la tierra. Citando la Declaración Balfour como una base explícita, no para crear, sino para "reconstituir" la patria histórica del pueblo judío como un Estado-nación análogo al antiguo Reino de Israel, sujeto a cambios por tratado, capitulación, concesión, uso, significa que constituye una base para las reclamaciones de jurisdicción soberana.

### Venezuela

División política de Venezuela. La zona con franjas naranjas es el territorio del Esequibo, cuya soberanía reclama el gobierno venezolano.

El territorio de la Guayana Esequiba o Esequibo es un territorio que se encuentra administrado por la República de Guyana, sin embargo, es reclamado por el Gobierno de Venezuela como parte de su extensión nacional. Durante la dominación española de la región, el territorio del Esequibo formó parte del Virreinato de Nueva Granada y la Capitanía General de Venezuela. Posteriormente pasó a formar parte de las colonias de la Guayana Británica y la Guayana Neerlandesa. 
En 1897 hubo un compromiso entre el Imperio británico y Venezuela para resolver la disputa territorial, sin embargo, en 1899 se produjo el Laudo Arbitral de París, el cual falló en favor del Reino Unido, a partir de ese año los diferentes gobiernos venezolanos han asegurado que hubo complicidad entre los jueces designados y los británicos para perjudicar a la nación sudamericana. En 1966, se firmó el Acuerdo de Ginebra, el cual puso la región bajo administración de la Guyana británica durante un plazo de cuatro años. En 1970 se congelaron las negociaciones con la firma del Protocolo de Puerto España, ese mismo año los guyaneses accedieron a la independencia total, lo que complicó las negociaciones.
Las reclamaciones de Venezuela abarcan un territorio de unos 166 000 kilómetros cuadrados y según el acuerdo de Ginebra deberá resolverse mediante una solución práctica, pacífica y satisfactoria a la controversia.
Durante el gobierno de Hugo Chávez la relación entre Venezuela y Guyana fue flexible, en un principio se continuó con la agenda de reclamar el área, pero a partir de 2004 el gobierno chavista permitió las operaciones de infraestructura y desarrollo del gobierno de Georgetown, e incluso se llegó a afirmar que la reclamación de 1962 fue "orquestada desde Washington para presionar al gobierno izquierdista de Guyana". No obstante, el gobierno de Caracas realizó algunos gestos para recordar la causa, por ejemplo, el 9 de marzo de 2006 se modificó la Bandera de Venezuela para recuperar la octava estrella para "recordar el aporte de Guayana a la causa independentista de Venezuela". Durante el mandato de Nicolás Maduro, el gobierno venezolano ha retomado las reclamaciones de una más activa que su antecesor, llegando a tratar el tema en las Naciones Unidas.
El gobierno de Guyana considera como un "absurdo" las reclamaciones territoriales de Venezuela sobre una franja que representa el 66 % del territorio guyanés, incluso se ha asegurado que "Venezuela nunca jamás ha ejercido soberanía sobre el Esequibo".
También se han mostrado muestras de irredentismo con respecto al estado de Florida, ya que el propio Simón Bolívar en plena campaña de liberación de Venezuela, mando una expedición a para hacerse con la península de Florida y desde allí hacer una pinza para liberar el Caribe, la nueva república se incorporó como estado asociado a la Tercera República Venezolana de acuerdo a su constitución; Estados Unidos temiendo el descontrol y la posible amenaza de un nuevo enemigo, invadió la recién nacida república, de esto Bolívar expresó: “Lo mismo es para Venezuela combatir contra España, que contra el mundo entero, si todo el mundo la ofende”. Y en palabras del historiador venezolano Vicente Lecuna: "el primer acto de fuerza de los muchos que han sido víctimas nuestros países, y el primer acto de debilidad de nuestra lamentable diplomacia".

## Irrendentismos sin reconocimiento oficial o históricos
En distintas partes del mundo existen movimientos políticos irredentistas apoyados por sectores de la población y partidos políticos que, sin embargo, carecen de reconocimiento oficial por el Estado beneficiado de la causa. No obstante, estos pueden ser enarbolados por los gobiernos nacionales en determinados momentos, o han sido causa oficial durante algún periodo de su historia.

### Europa

#### Albania

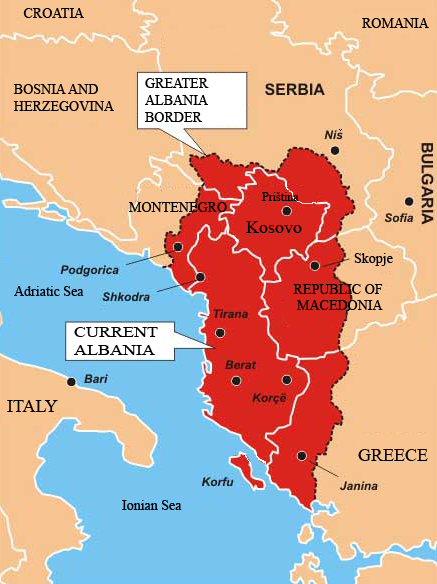
La Gran Albania.

La Gran Albania o Albania Étnica, según los partidarios del nacionalismo albanés, es un concepto irredentista que busca la integración de territorios que no pertenecen al Estado albanés pero cuentan con mayorías étnicas afines o tienen lazos históricos con la Patria Madre. Por ello, son consideradas como parte de la nación albanesa de acuerdo con sus partidarios.
En términos geográficos, la Albania Étnica abarca la totalidad de Albania y Kosovo, además de partes pertenecientes a Serbia, Montenegro, Grecia y Macedonia del Norte. En las zonas reclamadas existe una mayoría étnica de población albanesa, exceptuando la zona del Epiro, localizada en territorio helénico.
Según el informe Gallup Balkan Monitor 2010, la idea de una Gran Albania es apoyada por la mayoría de los albaneses en Albania (63 %), Kosovo (81 %) y Macedonia del Norte (53 %).
En 2012, como parte de las celebraciones por el centenario de la independencia de Albania, el primer ministro Sali Berisha habló de la existencia de la llamada "Albania de todas las tierras albanesas, desde Preveza a Presevo, y desde Skopje hasta Podgorica".
El irredentismo albanés saltó como tema de conversación internacional en octubre de 2014, cuando durante la celebración de un partido de fútbol entre las selecciones de Albania y Serbia fue suspendido debido a la irrupción de un dron que mostraba una bandera con los rostros de Ismail Qemali e Isa Boletini, considerados como padres de la nación albanesa, y un mapa de la Gran Albania. Tras la aparición del aparato se desató una bronca entre los futbolistas presentes en la cancha, lo que provocó la finalización del juego, además sucedieron incidentes relacionados en ciudades de Serbia, Montenegro, Albania y en Viena, Austria. El suceso sacó a la luz los problemas nacionalistas que se viven en los Balcanes, ya que las autoridades serbias culparon al hermano del primer ministro de Albania, de haber sido el responsable de controlar el artefacto.

#### Alemania

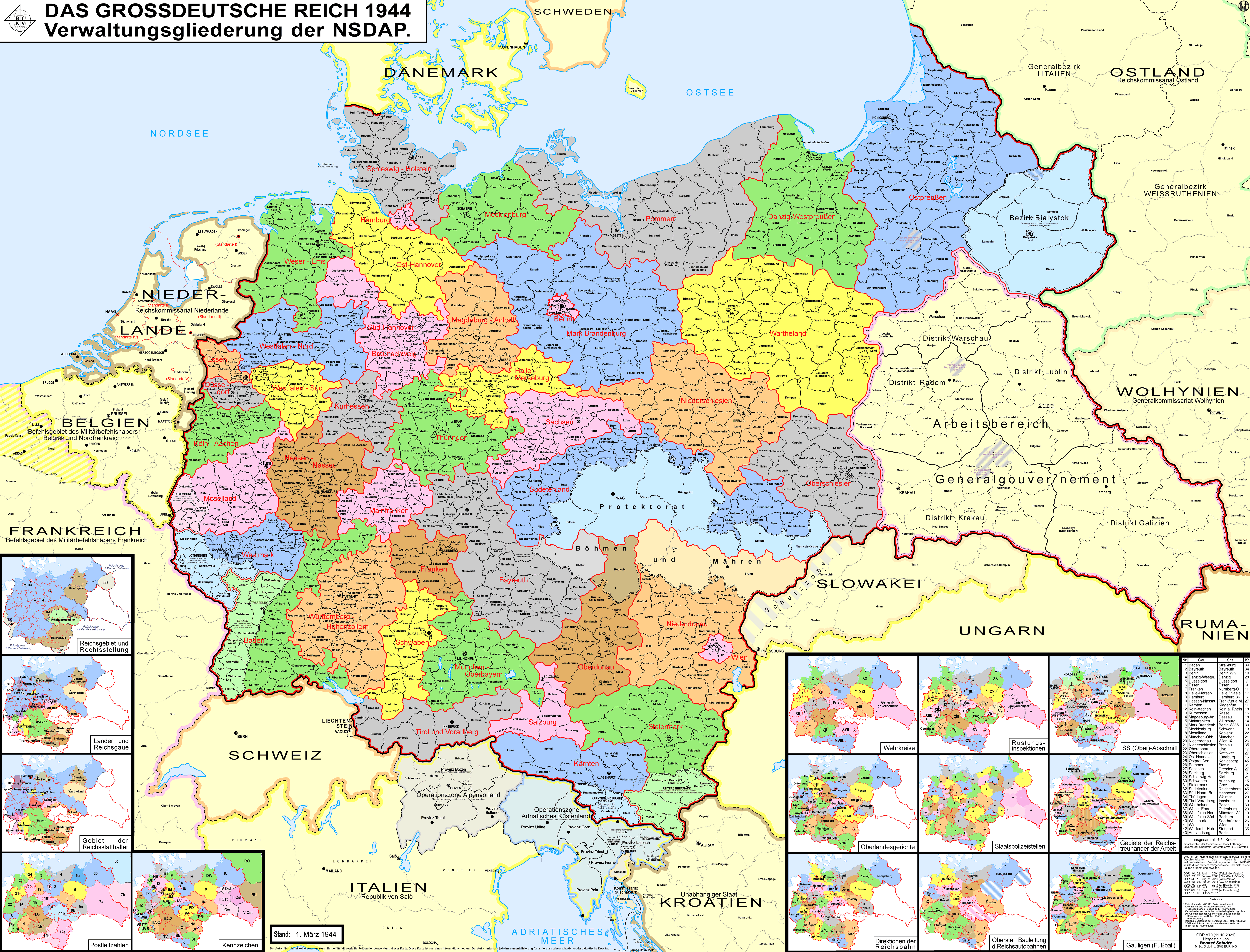
División administrativa del Tercer Reich en 1944. El concepto base del imperio fue la Gran Alemania.

La idea de una Großdeutschland (Gran Alemania) surgió durante el proceso de unificación del territorio germánico en 1871, los partidarios de la idea propugnaban la creación de un Estado que incluyera los territorios de Alemania y Austria, sin embargo, la idea fue derrotada por la fórmula de la Kleindeutschland (Alemania Menor), propuesta por Prusia, que únicamente se centraba en el territorio alemán al tomar en cuenta la imposibilidad de incorporar al territorio austriaco, que entonces era cabeza de un Imperio, y que además era rival militar de los prusianos.
La Gran Alemania fue rescatada en el periodo previo a la Primera Guerra Mundial, en ese periodo se planteó un Estado que incluyera Alemania, Austria y la región de Los Sudetes, el planteamiento fue denominado bajo el nombre de "cuestión alemana".
Con la llegada del Partido Nazi al poder, la creación de un Estado que reuniera a todos los habitantes germanos y a su vez funcionara como un espacio vital se convirtió en uno de los objetivos fundamentales de Adolf Hitler. La creación de la Gran Alemania se logró con la anexión de los Sudetes tras los Acuerdos de Múnich y el Anschluss, es decir, la anexión de Austria, los dos acontecimientos se cumplieron en 1938 dando por iniciado el Tercer Reich. Posteriormente en 1939 comenzaría la Invasión de Polonia, la cual provocó el inicio de la Segunda Guerra Mundial, algunos territorios polacos se integraron dentro de la Großdeutschland, mientras que otros pasaron a ser considerados como parte del espacio vital junto con las conquistas hechas por las fuerzas nazis en Europa Oriental.
Tras la derrota de Alemania en la Segunda Guerra Mundial, el país fue dividido en dos Estados: la República Federal, de corte democrático liberal, y la República Democrática, de ideología comunista, por lo cual el concepto fue abandonado mayoritariamente, el proceso finalizó con la Reunificación alemana de 1990.
La reivindicación de una Gran Alemania ha pasado a ser un movimiento minoritario, sin ningún tipo de apoyo político dentro de las fuerzas más importantes electoralmente. Al ser considerada como una idea legada de la dictadura de Hitler, la defensa de este concepto únicamente es hecha por grupos de corte neonazi, fascista y de extrema derecha.

#### Bulgaria

Gran Bulgaria de acuerdo con el Tratado de San Stefano.

El concepto de la Gran Bulgaria trata de revivir un Estado existente en 1913 gracias al Tratado de San Stefano de 1878, el Estado fue disuelto tras la firma de un acuerdo en Bucarest en el mismo año. Basados en la existencia de una entidad nacional histórica, los nacionalistas búlgaros reclaman la anexión de un territorio que incluye la mayor parte de Macedonia, Tracia y Mesia. La idea irredentista reclama territorios que actualmente incluyen la totalidad de Bulgaria y Macedonia del Norte, además de territorios pertenecientes a Grecia, Serbia, Rumania, Kosovo, Turquía, Albania y Ucrania.

#### Croacia

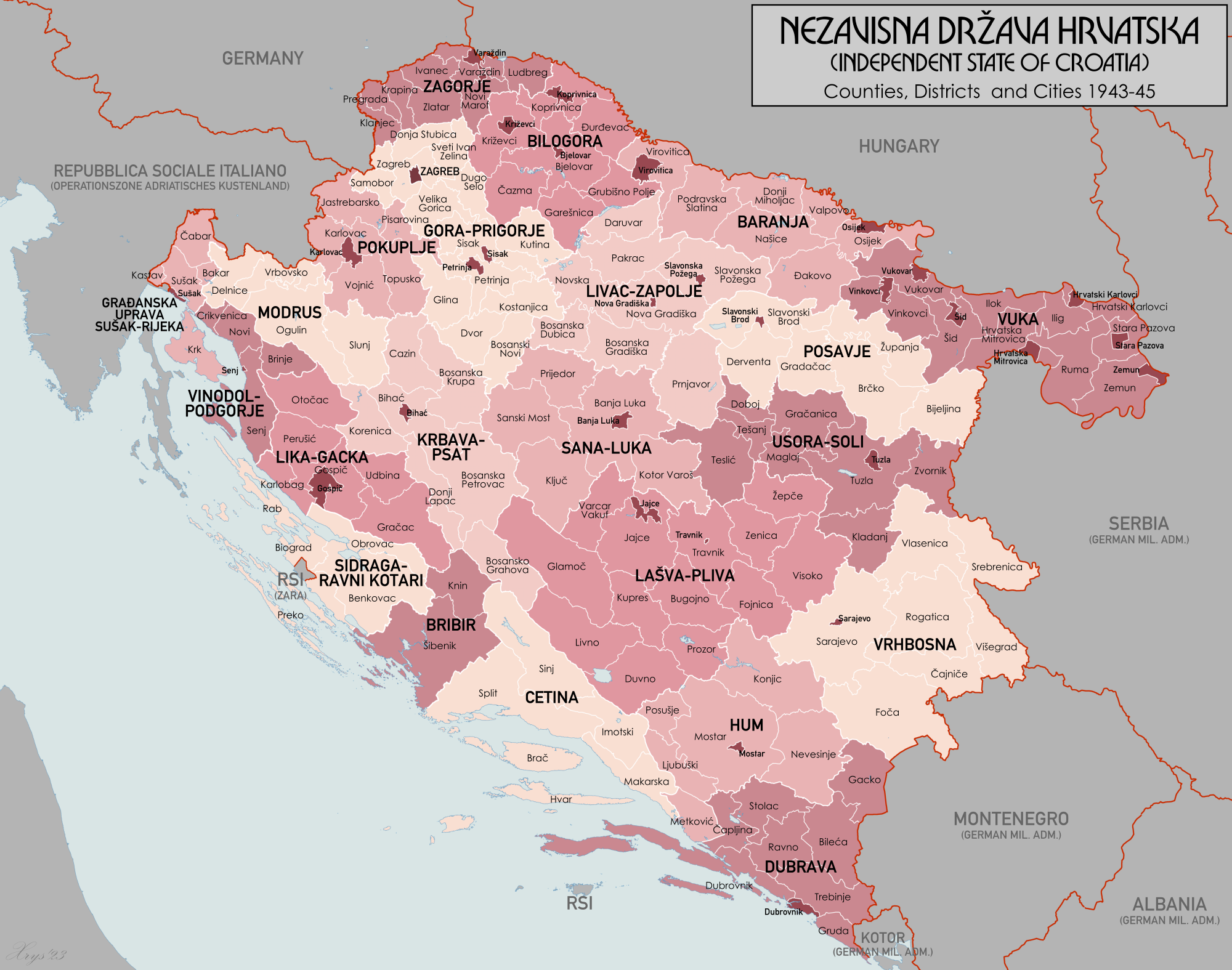
Estado Independiente de Croacia en 1943, momento en el que se realizó la mayor aproximación al proyecto irredentista de la Gran Croacia.

La Gran Croacia (en croata: Velika Hrvatska) es un término aplicado a ciertas ramas del nacionalismo croata. El término ha sido una plataforma para el nacionalismo croata durante la mayor parte del siglo XX, especialmente durante la era del Reino de Yugoslavia, la Segunda Guerra Mundial y las guerras yugoslavas de los años noventa.
El concepto de una Gran Croacia tiene sus orígenes modernos en el llamado "Movimiento Ilirio", que fue una campaña cultural y política de tipo paneslava meridionalcon raíces en la Edad Moderna, y organizada por un grupo de jóvenes intelectuales croatas durante la primera mitad del siglo XIX. Los orígenes de este concepto se encuentran en los trabajos de Pavao Ritter Vitezović, entre finales del siglo XVII y principios del siglo XVIII. Vitezović fue el primer ideólogo del nacionalismo croata que llegó a proclamar que todos los eslavos eran croatas. La "Iliria" proyectada como territorio eslavo por Vitezović finalmente incorporaría no solo la mayor parte de la Europa suroriental, sino también otras partes de la Europa central como Hungría. Vitezović definía como territorio croata a la propia Iliria y todo el territorio poblado por eslavos, incluido todo el territorio situado entre los mares Adriático, Negro y Báltico.
El primer desarrollo oficial de la Gran Croacia se dio durante la ocupación yugoslava por parte de las Fuerzas del Eje, quienes crearon un gobierno títere en Zagreb al que denominaron como Estado Independiente de Croacia, el cual fue proclamado por Slavko Kvaternik, uno de los líderes de la Ustacha.
La Ustacha, un movimiento fascista fundado en 1929, apoyaba la creación de una Gran Croacia que se extendiera desde el río Drina hasta las afueras de la ciudad de Belgrado. Ante Pavelić, el Poglavnik (caudillo) de los Ustacha, había estado en negociaciones con la Italia fascista desde 1927. Estas negociaciones incluían el apoyo de Pavelić a la anexión italiana del territorio reclamado en Dalmacia a cambio del apoyo italiano para conseguir la independencia de Croacia. Además, Mussolini ofrecía a Pavelić el derecho de que Croacia se anexionara toda la Bosnia y Herzegovina. Pavelić se mostró favorable a estos acuerdos.
Sin embargo, el Estado Independiente de Croacia tuvo una soberanía limitada, ya que en la práctica se vio sometido al protectorado ejercido tanto por la Alemania nazi como por la Italia fascista. Además, debía enfrentar a una oposición interna fuerte, pues apenas la mitad de la población era étnicamente croata, el resto eran serbios, bosnios musulmanes o judíos. Lo que provocó que la Ustasa y la Alemania nazi tuvieran que hacer operaciones de limpieza étnica y genocidio hacia las minorías del país. El gobierno fascista de Croacia también debió enfrentar a los partisanos yugoslavos que comenzaron una guerrilla de resistencia comunista en la región, el Estado Independiente terminaría en 1945 como consecuencia de la caída de los nazis y el fin de la Segunda Guerra Mundial.
La última vez en la cual el concepto de la Gran Croacia fue puesto en práctica por los gobiernos nacionales, fue durante la guerra de Bosnia, cuando el ejército croata comenzó a intervenir en territorio de Bosnia y Herzegovina para proteger aquellos sectores con población croata. En 1991 se firmó el Acuerdo de Karađorđevo entre el presidente croata Franjo Tuđman y el presidente serbio Slobodan Milošević, y con el Acuerdo de Graz de 1992, los líderes políticos serbios y croatas acordaron la partición de Bosnia, lo que llevaría a que las fuerzas croatas también se enfrentaran con el Ejército de Bosnia y Herzegovina en la guerra croata-bosnia. Durante este período se han documentado masacres y operaciones de limpieza étnica por parte de las fuerzas croatas sobre la población bosnia, con el objetivo de conseguir establecer una "Gran Croacia". Hay pruebas que señalan que estas operaciones se realizaron con conocimiento y consentimiento de las autoridades croatas de Zagreb, incluido el presidente Tuđman. Después de la muerte de Tuđman, su sucesor, Stjepan Mesić, hizo públicos miles de documentos y grabaciones de audio en las que quedaban expuestos los planes de Tuđman con respecto a Bosnia. Las grabaciones revelaron que tanto Milosevic y Tuđman ignoraron las promesas de respetar la soberanía de Bosnia, incluso después de la firma de los acuerdos de Dayton.

#### España

Reinos del Antiguo Régimen, si bien eran gobernados de manera separada, se considera como la máxima extensión territorial de España en suelo peninsular al incluir las Coronas de Castilla y Aragón junto con los Reinos de Portugal y Navarra.

En España, el irredentismo tiene su principal reclamación en el territorio británico de Gibraltar, localizado en el sur de la península ibérica y limítrofe con Andalucía. Gibraltar fue territorio español hasta 1704, cuando en el marco de la guerra de sucesión española fue tomado por los británicos, siendo reconocida su posesión con la firma del Tratado de Utrecht en 1713.
Durante el Franquismo se reafirmó la reivindicación de España sobre Gibraltar, especialmente con la difusión del lema "Gibraltar es español". Tras la muerte del dictador Francisco Franco, los gobiernos democráticos españoles han continuado con la política de reclamación de la zona del Peñón. En 1967 tuvo lugar el primer referéndum sobre la soberanía de Gibraltar, en el cual el 99,64 % de los gibraltareños votaron por mantener el estatus con el Reino Unido, sin embargo, la consulta fue considerada como ilegal por el gobierno español y la ONU por violar la Resolución 2231 sobre la descolonización de Gibraltar. En 2002, los gobiernos de España y Reino Unido acordaron una posible solución mediante una soberanía compartida de las dos naciones, sin embargo, la oposición de la población gibraltareña provocó la convocatoria de otro referéndum, en el plebiscito celebrado el 7 de noviembre, el 98.48 % de los votantes se opusieron a la oferta, por lo que la solución acordada se abandonó, sin embargo, España volvió a manifestar que era una consulta ilegal contraria a las disposiciones de la ONU.
Entre 2013 y 2014 se vivió un conflicto diplomático como consecuencia de la jurisdicción de las aguas territoriales de Gibraltar, el gobierno español utilizó la causa para mostrar la soberanía española en el sitio al endurecer los controles en la verja fronteriza, sin embargo, la cuestión fue rebajando su nivel de tensión hasta quedar en el olvido. En 2017, tras el inicio del proceso de salida del Reino Unido de la Unión Europea (Brexit) se especuló ante la posibilidad de una recuperación del territorio debido a la oposición gibraltareña a la salida del espacio europeo, por lo que Gibraltar pidió diálogo a España, situación apoyada por la Comisión Europea. Por su parte, Londres decidió dejar fuera a Gibraltar de las negociaciones sobre la salida para evitar cualquier confrontación que pueda retrasar el proceso.
Existen otros movimientos irredentistas minoritarios en España. El primero de ellos busca la reintegración de Miranda do Douro, Andorra, Rosellón, la Cerdaña y el País Vasco francés, estos tres últimos territorios fueron incorporados a Francia, fronteras que fueron acordadas en los Tratados de Bayona entre 1856 y 1868.
Durante el franquismo surgió otro movimiento que buscaba la incorporación de Portugal, ya fuera de manera pacífica o por la vía armada, el objetivo era el de recrear la unión dinástica entre España y Portugal, que se vivió de 1580 a 1640. La idea tenía un fuerte apoyo dentro del aparato del régimen franquista, en palabras del historiador Stanley G. Payne, el ministro de exteriores español, Ramón Serrano Suñer, señaló a su homólogo alemán Joachim von Ribbentrop, "cuando se mira en el mapa de Europa, Portugal geográficamente hablando no tiene derecho a existir". El plan de anexión del territorio portugués se desarrolló como una hipótesis en caso de que ambas naciones entraran a contender en la Segunda Guerra Mundial en bandos opuestos; sin embargo, la neutralidad de ambos Estados y la firma del Pacto Ibérico de 1942 eliminaron cualquier posibilidad de agresión militar durante el franquismo considerando que los dos países eran aliados contra el comunismo.
Sin embargo, la idea de la unión entre España y Portugal aún permanece como un movimiento político denominado Iberismo, el cual es defendido por el Partido Ibérico Íber, sin embargo, la nueva concepción incluye la unión con Andorra creando una Comunidad Ibérica de Naciones. El proyecto busca enfocarse en los beneficios económicos, políticos y sociales además de añadir que la unión por los lazos culturales es inevitable. Sin embargo, la idea cuenta con un apoyo minoritario en España, alrededor del 39 % de los españoles la apoyaría, mientras que en Portugal alcanza el 78 % según un estudio del Real Instituto Elcano.

#### Finlandia

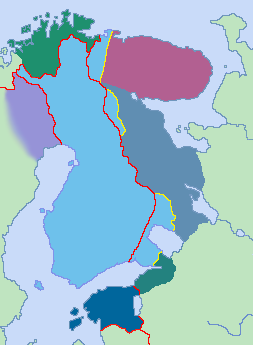
La Gran Finlandia incluye la Carelia Oriental (en azul grisáceo), Estonia e Ingria (en azul oscuro), la región de Finnmark (en verde), y parte del Valle del Torne (en morado). En azul claro se observa el actual territorio finlandés.

La Gran Finlandia (en finés: Suur-Suomi) es una idea del período de entreguerras. El concepto era el de un hipotético Estado que incluyese tanto los territorios que hoy conforman Finlandia como los habitados por pueblos étnicamente relacionados con el pueblo finés: fineses, carelios, samis, estonios, ingrios y kvens. La idea de la Gran Finlandia creció espectacularmente en popularidad e influencia alrededor de 1917, coincidiendo con la independencia finlandesa, y fue declinando y perdiendo su importancia y apoyo tras la Segunda Guerra Mundial y la Guerra de Continuación.
La versión más extendida del concepto de la “Gran Finlandia” sería la que estuviese delimitada por los así llamados “límites naturales” que incluyesen los territorios habitados por fineses y carelios, alcanzando desde el mar Blanco al lago Onega, y a lo largo del río Svir y el río Neva (o, más modestamente, el Río Sestra), hasta el Golfo de Finlandia. Algunos seguidores de esta idea incluían también Ingria, Estonia, la región de Finnmark y el Valle del Torne.

#### Francia

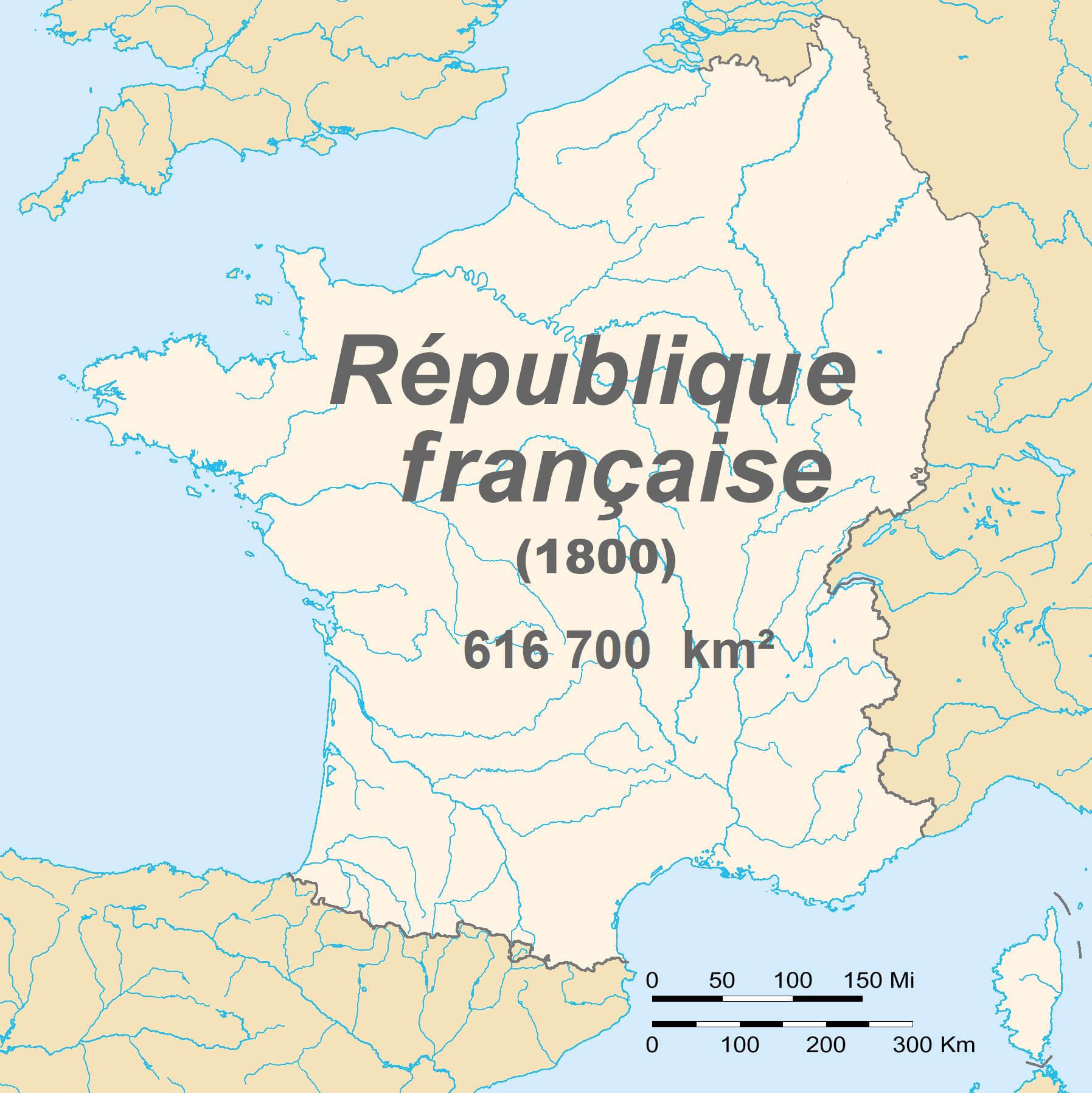
Francia en 1800, cuando alcanzó una extensión territorial basada en las fronteras naturales.

Las fronteras naturales de Francia son una teoría irredentista desarrollada durante la Revolución francesa, la cual asegura que los límites de la nación francesa están definidos por el océano Atlántico, el mar Mediterráneo, el canal de la Mancha el cauce del Rin, los Alpes y los Pirineos.
Producto de esta teoría, surgió el rattachismo, que es una corriente nacionalista que busca la integración de Valonia, la zona francófona de Bélgica en territorio francés ante una eventual desaparición del Estado federal, se trata de una ideología existente desde los inicios del Reino de Bélgica.

#### Grecia

El objetivo territorial de la Gran Idea: El Imperio bizantino en tiempos de la dinastía macedónica.

Tras la Guerra de independencia Griega, el establecimiento del Estado de Grecia comenzó a pensar en la ocupación de los territorios pertenecientes al Imperio otomano que contaban con una población helénica mayoritaria. En 1844, surgió la Gran Idea, una ideología política que buscaba incorporar al Reino de Grecia los territorios de Creta, las Islas Jónicas, Tracia, Jonia, el Archipiélago del Dodecaneso, el Epiro, Macedonia, Tesalia, Constantinopla, Chipre y algunos territorios de Anatolia. El nuevo Estado tendría su capital en Constantinopla, se buscaba recuperar los territorios que habían pertenecido al Imperio bizantino.
El irredentismo griego inició en 1881, cuando se adquirió el territorio de Tesalia producto de la Convención de Constantinopla. En 1897 se sostuvo una guerra contra los otomanos, la cual resultó en derrota para los helenos. Posteriormente se dio la guerras de los Balcanes, la victoria de Grecia le ayudó a obtener las zonas de Macedonia, el Epiro y algunas islas del Mar Egeo. Después de la Primera Guerra Mundial, Grecia adquirió Tracia Occidental de Bulgaria según lo estipulado en el Tratado de Neuilly-sur-Seine. Además, gracias al Tratado de Sèvres se hizo con el control de Jonia, Esmirna y Tracia Oriental (excluyendo la zona de Constantinopla), que eran parte del Imperio Otomano. Sin embargo, las intenciones griegas de ampliar su control en Asia Menor fueron detenidas por la guerra de Independencia turca, este suceso, conocido como la guerra greco-turca terminó con el incendio de Esmirna, el intercambio de poblaciones entre Grecia y Turquía, y la firma del Tratado de Lausana, que devolvió Tracia Oriental y Jonia a la recién creada República de Turquía. Los sucesos son conocidos entre los griegos como la "Gran Catástrofe". Las aspiraciones irredentistas se vieron beneficiadas con la cesión de las Islas Jónicas, entonces del Reino Unido en 1864, y con la entrega del Dodecaneso italiano en 1947.
Otro reclamo griego irredentista incluye la zona del Epiro Septentrional (actualmente parte de Albania), donde vive una minoría griega de tamaño considerable. Grecia anexionó oficialmente la región en marzo de 1916, pero fue obligada a revocar por las grandes potencias. En 1917 Grecia perdió el control del resto del Epiro Septentrional en favor de Italia. La Conferencia de Paz de París de 1919 adjudicó el área a Grecia después de la Primera Guerra Mundial, sin embargo, los acontecimientos políticos como la derrota griega en la guerra greco-turca (1919-22) y, el cabildeo de los gobiernos italiano, austriaco y alemán en favor de Albania dio lugar a que el área fuera cedida a Albania en noviembre de 1921.
Otra preocupación de los griegos es la incorporación de Chipre, o Enosis, isla que pasó del control otomano al británico. Como resultado de la Emergencia de Chipre la isla ganó la independencia bajo el nombre de República de Chipre en 1960. En 1974, la Dictadura de los Coroneles Griegos intentó incorporar la isla a territorio griego mediante un golpe de Estado, sin embargo, la intervención de tropas turcas en la zona norte provocó el fracaso del plan, que concluyó que la separación del territorio chipriota en dos zonas separadas por una zona de seguridad conocida como la Línea Verde: la República de Chipre, al sur, y la República Turca del Norte de Chipre en la zona norte. El asunto se ha convertido en uno de los conflictos vigentes en Europa.
El irredentismo griego también tiene intenciones sobre las islas Imbros y Tenedos, localizadas en el Mar Egeo, los dos territorios no fueron cedidos a Grecia durante los conflictos del siglo XX, pero mantienen una población importante de origen heleno bajo la administración turca. Con la consolidación de las instituciones europeas y la entrada de Chipre y Bulgaria en la Unión Europea, la Gran Idea parece haber perdido cualquier posibilidad, sin embargo, todavía son latentes los conflictos entre griegos y turcos.

#### Hungría

El tratado de Trianón repartió los territorios considerados como parte de la Gran Hungría entre diversos Estados europeos.

La Gran Hungría fue en sus inicios una política de Estado impulsada con el objetivo de reclamar los territorios húngaros que fueron perdidos tras la firma del Tratado de Trianón en 1920. El acuerdo, producto de la derrota del país en la Primera Guerra Mundial, entregó el 70 % de las tierras del antiguo Reino de Hungría a los Estados de Austria, Checoslovaquia, Polonia, Rumania y al Reino de los Serbios, Croatas y Eslovenos. Esto significó que unos 3,3 millones de húngaros se convirtieran en ciudadanos de otros Estados nacionales. En el periodo de la Alemania Nazi, el Estado húngaro vigente se incorporó a las fuerzas del Eje, por lo que recibió algunas zonas de Austria y Rutenia tras su alianza con Hitler, sin embargo, al finalizar la Segunda Guerra Mundial se volvió a las fronteras establecidas en Trianón.
El nacionalismo húngaro también tiene en su punto de mira a la región de Transilvania, el cual formó parte del Reino de Hungría hasta 1526 tras la batalla de Mohács, la cual provocó el reparto del territorio húngaro entre austriacos, otomanos y transilvanos. El territorio posteriormente pasó a los dominios de los Habsburgo, hasta el fin de la Primera Guerra Mundial, cuando se incorporó a Rumania. Sin embargo, hay una presencia importante de una minoría húngara en la región. El asunto de la región ha provocado diversos incidentes diplomáticos entre Hungría y Rumania.
En 2004, Hungría ingresó en la Unión Europea, este gesto pudo ser visto como un intento de abandonar el irredentismo oficial, sin embargo, aún existen pretensiones menores a las originales, actualmente los nacionalistas húngaros reclaman la devolución de Voivodina (Serbia), Burgenland (Austria), un 66 % del territorio de Croacia, la región de Transilvania y la totalidad de Eslovaquia. En el siglo XXI, solamente una organización defiende la idea, se trata del Movimiento por una Hungría Mejor.

#### Irlanda

División de la Isla de Irlanda.

El irredentismo en Irlanda, basa su idea en el concepto de Irlanda Unida, el cual busca la incorporación de los seis condados del norte de la isla en el sector republicano surgido como Estado Libre Irlandés en 1922. En un principio, la Constitución de la República de Irlanda reclamaba la soberanía en todo el territorio insular, sin embargo, en 1998 se eliminaron los artículos referentes como parte del Acuerdo de Viernes Santo. A partir de la ratificación del tratado, la carta magna irlandesa cambió su texto para asegurar que "una Irlanda unida solo podrá ejercerse por medios pacíficos con el consentimiento de una mayoría del pueblo, expresada democráticamente, en ambas jurisdicciones de la isla".
A lo largo de la historia de la República de Irlanda se han presentado ocasiones en las que se ha hablado sobre una posible reunificación de la isla. En 1940, el Gobierno Británico ofreció a Eire la creación de un Estado único a cambio del abandono de la neutralidad y su posterior entrada a la Segunda Guerra Mundial junto a los Aliados, sin embargo, el gobierno de Dublín rechazó la oferta.
Entre las décadas de 1960 y 1980 estalló el Conflicto de Irlanda del Norte, conocido coloquialmente como The Troubles, si bien, los gobiernos irlandeses buscaban la unión, especialmente durante los mandatos de Éamon de Valera, se hizo más patente el consenso entre los políticos irlandeses y británicos de que la unión solo sería válida con el apoyo de la mayoría de la población norirlandesa. La opción fue apoyada mayoritariamente en el Sur, mientras que en el Norte los partidos unionistas mostraron su rechazo.
En 1985 se firmó el acuerdo anglo-irlandés, el cual puso fin al Conflicto. El pacto permitió que el gobierno irlandés obtuviera un papel consultivo en el Norte, que seguiría formando parte del Reino Unido, salvo que la mayoría de la población norirlandesa se expresara por la reunificación en las urnas. En 1998, se suscribió el Acuerdo de Viernes Santo que finalizó cualquier tipo de conflicto y provocó que Irlanda borrara de su Constitución las reclamaciones sobre la soberanía en toda la isla, cambiando el texto por una versión que establecía que "una Irlanda unida solo podrá ejercerse por medios pacíficos con el consentimiento de una mayoría del pueblo, expresada democráticamente, en ambas jurisdicciones de la isla".
Tras los acuerdos parecía que la causa de la reunificación de Irlanda había sido abandonada por los gobiernos republicano, del norte y británico. Sin embargo, en 2016, tras el referéndum sobre la salida del Reino Unido de la Unión Europea, la Irlanda Unida ha vuelto a tratarse como consecuencia del apoyo a la permanencia a la Unión Europea en Irlanda del Norte, por lo que la unión con Irlanda sería la salida más sencilla para permanecer dentro del espacio europeo.

#### Italia

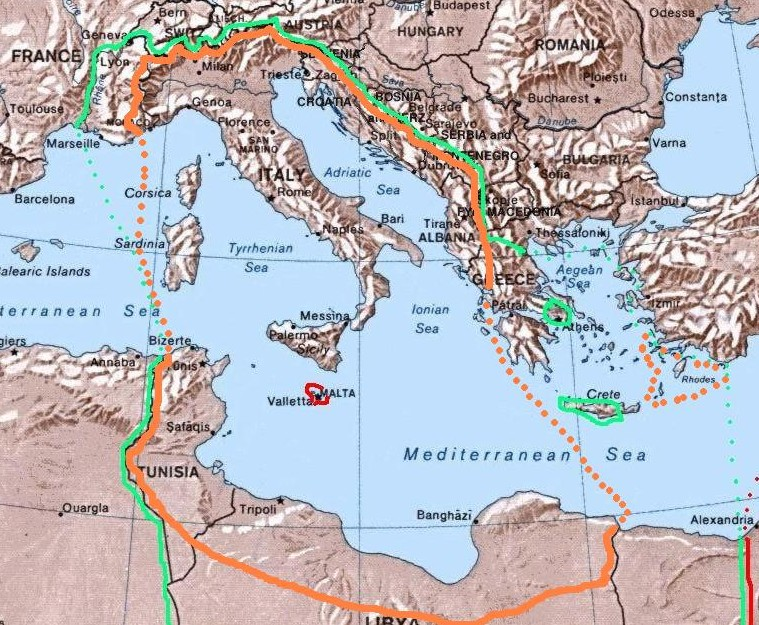
"Gran Italia" según la idea de 1940: la línea anaranjada muestra las zonas de Europa y el norte de África que serían incluidas en este proyecto que se remonta a 1940. La línea verde corresponde al límite más amplio con control militar italiano en la zona del Mediterráneo, que corresponde a noviembre de 1942.

Italia es la cuna del irredentismo, movimiento surgido tras la unificación del país, que buscaba ampliar sus dominios a los territorios con mayoría italiana localizados fuera de la Península itálica. Las reivindicaciones territoriales de Italia se basaron en el restablecimiento del Imperio romano, una "cuarta orilla" según el concepto de Mare Nostrum (del latín "Nuestro Mar") y las fronteras étnicas tradicionales.
Con la llegada al poder del Partido Fascista de Benito Mussolini, la idea de reconstruir un imperio italiano se hizo más patente tras asegurar que los tratados de Londres y Versalles habían significado una traición para los italianos que habían combatido contra las Potencias Centrales, por lo que se convirtió en un movimiento que ganó apoyo popular, algo similar a lo ocurrido en la Alemania Nazi.
El líder fascista Cesare Maria De Vecchi, gobernador del Dodecaneso, propulsó la idea de la "Italia imperial" que incluyera todos los territorios europeos deseados por los irredentistas italianos (Niza, Saboya, Suiza Italiana, Venecia Julia, Dalmacia, Islas Jónicas, Malta y Córcega) y poblados por comunidades italianas durante muchos siglos, y que también incluyera territorios del norte de África (Libia y Túnez), en los cuales los italianos habían creado "colonias" a finales del siglo XIX. En 1942 se completó el plan con la conquista de Córcega y Túnez. Pensando en una victoria del Eje, Mussolini ya pensaba en expandir el imperio italiano a Creta y a las islas periféricas del sur de Grecia.
Algunos fascistas también veían posible la extensión del imperio colonial en África con la incorporación de Egipto y Sudán que se unirían a las colonias ya establecidas en Eritrea, Abisinia y Somalia, conocidas como África Oriental Italiana, lo que hubiera permitido ampliar la zona de influencia y explotación de materias primas para sostener el régimen. 
El avance de los aliados en Italia provocó la caída del régimen fascista, con el posterior el establecimiento de un gobierno interino en Roma y la creación de la República Social Italiana que trató de resistir ante los aliados en espera de unos refuerzos provenientes de Alemania. Sin embargo, tras el fin del fascismo los territorios ocupados fueron devueltos a sus Estados previos al conflicto y el nuevo Estado italiano abandonó cualquier pretensión de expansionismo.

#### Macedonia
En Macedonia del Norte se promueve un concepto irredentista conocido como Macedonia unida, se basa en la idea de la Macedonia étnica, es decir, aquellos territorios de la península balcánica en donde las personas de origen macedonio son mayoría. Los territorios reclamados por los partidarios de esta ideología abarcan: la provincia griega de Macedonia; el suroeste de Bulgaria, en concreto la provincia de Blagoevgrad (Pirin, según el nacionalismo macedonio), una franja oriental en Albania y una pequeña porción de Serbia. La capital de un eventual Estado nacional macedonio se localizaría en la ciudad griega de Salónica.
Los irredentistas macedonios aseguran que su patria fue dividida de manera en "injusta" tras el Tratado de Bucarest de 1913, ya que pretenden reunificar una región transnacional en un único Estado étnico.

#### Noruega
El Reino de Noruega tiene reclamaciones territoriales respecto a algunos territorios perdidos luego de la disolución de la Unión real entre Dinamarca y Noruega. El llamado Imperio noruego poseía los territorios de Islandia, las Islas Feroe, las Islas Shetland y las zonas coloniales de Groenlandia. Tras la Unión de Kalmar, las posesiones noruegas pasaron a estar regidas por Dinamarca. En 1814 se firmó el Tratado de Kiel, el cual transfirió Noruega a Suecia; sin embargo, los daneses mantuvieron el control de Islandia, Groenlandia y las Islas Feroe pese a su origen.
En 1905, Noruega se separó de Suecia. En 1919 los noruegos reclamaron su soberanía sobre la Groenlandia oriental mediante la Declaración de Ihlen, este hecho provocó una disputa con Dinamarca, la cual fue resuelta por la Corte Internacional de Justicia en 1933. Anteriormente, Noruega incluía las provincias de Jämtland, Härjedalen, Idre, Sarna, y Bohuslän, las cuales fueron cedidas a Suecia tras las derrotas en la guerra de los Treinta Años y la gran guerra del Norte.

#### Países Bajos

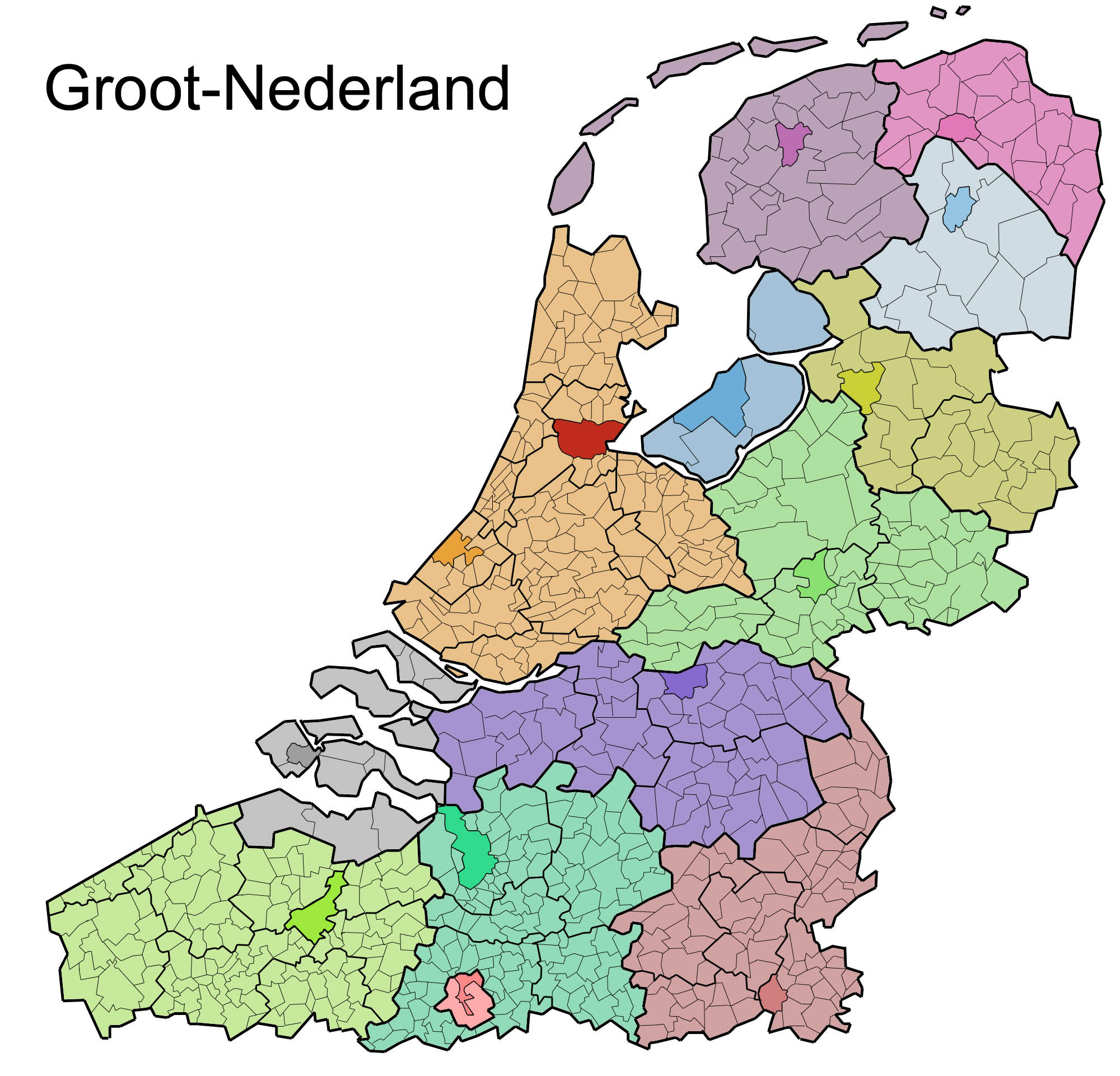
La Gran Nederlandia. El Estado propuesto que surgiría tras la fusión de los Países Bajos y Flandes.

La Gran Nederlandia (en neerlandés: Groot-Nederland) o Dietsland ("Dutchland") es un Estado hipotético monolingüe que se formaría tras la fusión de los Países Bajos y el Estado federal belga de Flandes. Los dos componentes comparten el idioma neerlandés con dos dialectos: holandés y flamenco. La idea fue propuesta por el historiador Pieter Geyl, quien aseguró que los dos territorios únicamente estuvieron separados durante la guerra de los Ochenta Años.
El proceso debería hacerse mediante una fusión de los dos países en una nueva entidad, más que en la forma de una anexión neerlandesa de Flandes. El movimiento de la Gran Nederlandia se ha dividido durante mucho tiempo en la forma que tomaría la política, considerando entre otras una confederación, una federación o un Estado unitario. 
Durante las crisis de gobierno vividas en Bélgica en los años 2007 y 2010, se especuló con la idea de una posible integración de la región belga en el Reino de los Países Bajos. En 2008, el diputado neerlandés Geert Wilders y el Partido por la Libertad propusieron la Partición de Bélgica para integrar a Flandes dentro del territorio neerlandés. La idea únicamente fue apoyada por el partido nacionalista flamenco Vlaams Belang.

#### Polonia
El reclamo irredentista polaco se basa en la recuperación del Kresy, las tierras orientales de Polonia según el concepto nacionalista. En 1921, las tropas polacas cruzaron la Línea Curzon y ocuparon territorios de las repúblicas soviéticas de Ucrania, Bielorrusia y Lituania. Entre sus conquistas se incluían algunas ciudades importantes de las respectivas zonas soviéticas como Leópolis (Ucrania), Vilna (Lituania), Brest y Grodno (Bielorrusia). En 1939, esos territorios fueron recuperados por la Unión Soviética tras la firma del Pacto Ribbentrop-Mólotov y posterior invasión soviética de Polonia. Si bien esas tierras dejaron de pertenecer a Polonia desde ese pacto, aún vive una cantidad importante de polacos en la región, por lo que los nacionalistas la reclaman bajo el llamado "Mito de Kresy".

#### Portugal

Portugalicia o la unión entre Portugal y Galicia.

Portugal no reconoce la soberanía española sobre Olivenza y Táliga, municipios que fueron cedidos a España durante las guerras napoleónicas. Las reclamaciones portuguesas sobre el territorio fueron discutidas en el Congreso de Viena sin haber llegado a ningún tipo de respuesta clara por parte de los involucrados. La cuestión ha surgido como una respuesta de algunos sectores de la política de Portugal para acentuar las diferencias entre los dos países en respuesta al llamado iberismo. El Gobierno de Portugal mantiene la reclamación sobre el territorio, sin embargo activamente no hay un movimiento oficial debido a la poca practicidad y los potenciales problemas que desencadenaría llevar a lo lejos el asunto, aun así, una parte del ejército portugués considera a Olivenza como una tierra ocupada. No obstante, la cuestión de Olivenza ha provocado algunos conflictos judiciales o políticos de baja intensidad.
En el siglo XIX, durante el periodo cultural del Rexurdimento gallego, surgió un movimiento intelectual que busca la unión entre Galicia y Portugal o "Portugalicia". La ideología, conocida como reintegracionismo, se basa en las semejanzas lingüísticas y culturales entre los dos pueblos, según las cuales los gallegos son más próximos a los portugueses que a los castellanos. La teoría apunta además que los lazos en distintas ramas como la historia, la economía, cultura o las infraestructuras entre los dos territorios existen claramente, pese a la división fronteriza a través del río Miño. La idea cuenta con una mayor defensa entre los partidarios del nacionalismo gallego que entre la población portuguesa.

#### Rumania

División administrativa de Rumania en 1930, periodo en el que se consiguió la llamada "Gran Rumania".

La "Gran Rumanía" es un concepto que busca la reintegración de los territorios de Besarabia, el sector ucraniano de Bucovina y Moldavia, las cuales formaron parte del país durante el periodo de entreguerras. Además, los partidarios de la idea aseguran que en todos los territorios existe una mayoría étnica rumana, incluidos los moldavos. Durante el periodo de 1918 a 1941 fue cuando el país logró contar con una extensión territorial similar a la planteada por los nacionalistas rumanos, además de alcanzar su mayor área total histórica (295 049 km²). Sin embargo, el proyecto contó con la integración de minorías eslavas que dificultaron la unidad entre todos los territorios que conformaron el Reino de Rumania e incluso provocó la persecución de las poblaciones étnicas minoritarias.
Tras la caída de los gobiernos comunistas en los diversos países del Bloque del Este, el irredentismo rumano cambió su objetivo por el de la reunificación entre Rumania y Moldavia. Entre 1989 y 1992, se dio un acercamiento entre los dos Estados que comparten lazos comunes como una identidad lingüística moldavo-rumana, la adopción de la bandera nacional moldava, que comparte colores con la enseña de Rumania y la libre circulación de personas entre los dos países. En 1991 parecía más probable la unión, cuando el presidente moldavo Mircea Snegur habló en el Parlamento de Rumania apelando a los «rumanos de un lado y otro del río Prut», a las «sagradas tierras rumanas ocupadas por los soviéticos» y asegurando que la Unión Soviética no se preocupaba por la "inevitable" reunificación.
Sin embargo, la orientación prorrusa del presidente rumano Ion Iliescu y el rechazo mayoritario de la población moldava provocaron que la idea se perdiera. Sin embargo, sirvió como pretexto para la declaración de independencia de Transnistria, una zona moldava con mayoría étnica rusa.
A partir de 2013, el gobierno rumano hizo distintos llamamientos a la unificación, sin embargo, todos ellos fueron rechazados por las autoridades moldavas alegando que prefieren una orientación a Europa. En 2016, en la ciudad moldava de Chisináu realizaron manifestaciones a favor y en contra de la unificación como consecuencia del Estado de la política nacional, lo que llevó al presidente, Ígor Dodón, a plantear la prohibición y la defensa pública de los planteamientos contra que llamaban a la disolución o destrucción del Estado moldavo.

#### Rusia

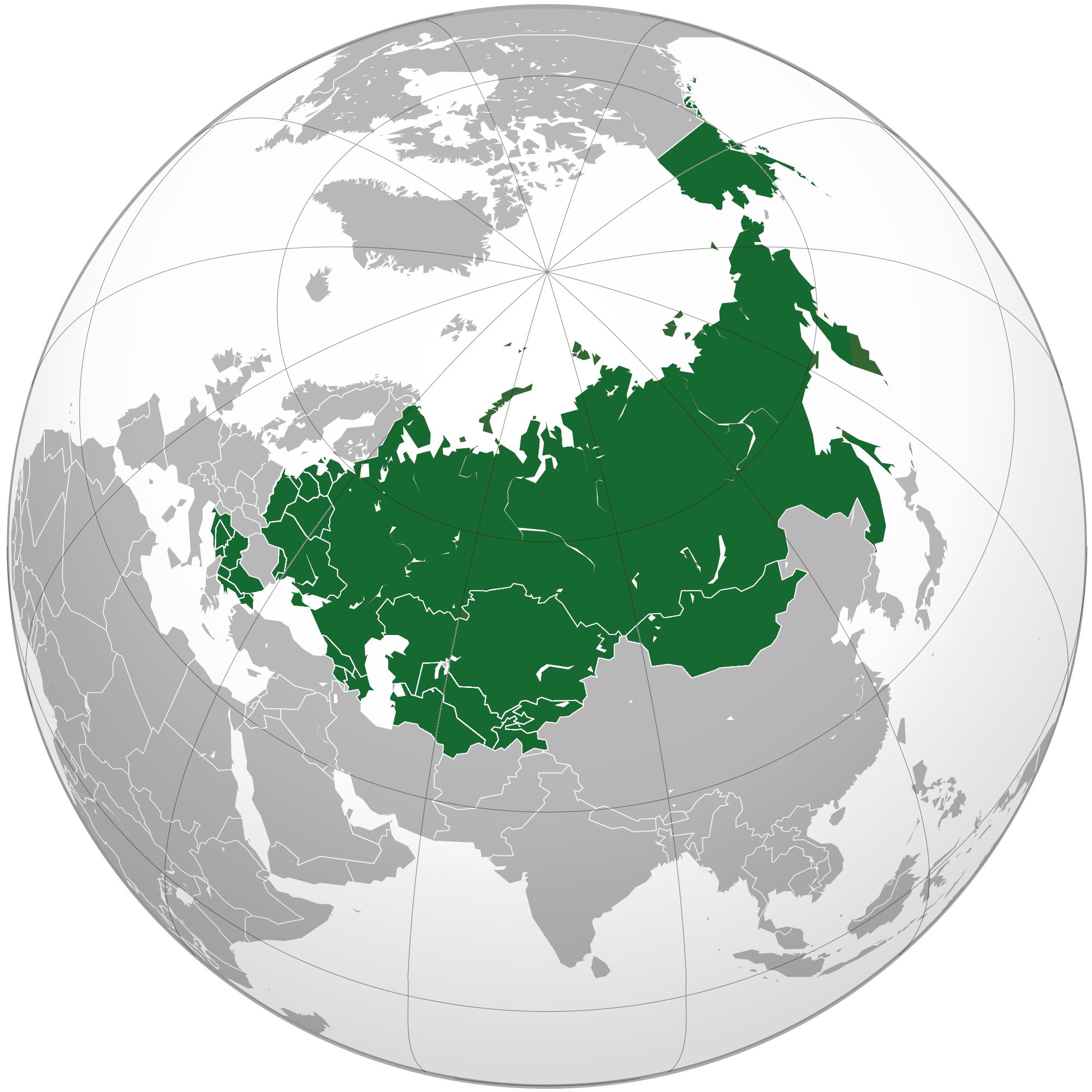
Territorio de la Gran Rusia.

El irredentismo ruso busca la creación de la Gran Rusia que busca que los antiguos territorios integrantes de la Unión Soviética vuelvan a formar parte de una nación rusa. El Presidente ruso Vladímir Putin ha sido acusado de promover la ideología como parte de su proyecto político que busca fortalecer la influencia de Rusia en las regiones que ocupa.
Algunos de los territorios que se reclaman para una posible incorporación dentro del Estado ruso se encuentran en Bielorrusia, Crimea y Sebastopol (Ucrania), Abjasia y Osetia del Sur (Georgia), Transnistria (Moldavia) y Nueva Rusia (Ucrania). En la mayoría de ellos ha habido levantamientos armados que buscan separar a esas zonas de los Estados en los que se encuentran integrados (Ucrania y Georgia). Se ha acusado al gobierno ruso de estar detrás de las rebeliones para integrar en el país a aquellas regiones con poblaciones importantes de origen ruso.

#### Serbia

Mapa de la Gran Serbia propuesto a finales de los años 80 por el Partido Radical Serbio de Vojislav Šešelj. Dentro del territorio nacional serbio se incluyen los territorios de Macedonia del Norte, Montenegro, Bosnia y Herzegovina, la Krajina, Eslavonia y Dalmacia (pertenecientes a Croacia).

En Serbia se ha promovido la idea de una "Gran Serbia" mediante dos corrientes: la primera lo relaciona con el objetivo de lograr la unión de todos los serbios en un solo Estado, y en su forma más radical determinaría la inclusión en dicho Estado de regiones donde los serbios son una minoría más o menos significativa. La segunda corriente se referiría a los intentos de unir a los pueblos eslavos del sur por la simple expansión de Serbia, de modo que los supuestos pueblos hermanos se verían forzados a adaptarse a las leyes y costumbres serbias.
En 1914 las aspiraciones nacionalistas se dirigieron hacia Austria-Hungría. Una política gubernamental trató de incorporar todas las zonas habitadas por los serbios y otras zonas del eslavo meridional, sentando así las bases de Yugoslavia, un grupo nacionalista serbio asesinó al archiduque Francisco Fernando de Austria, lo que provocó el estallido de la Primera Guerra Mundial.
Tras el fin del conflicto bélico, se estableció el llamado Reino de los serbios, croatas y eslovenos (antecedente de Yugoslavia), lo que logró por primera ocasión la unidad de la población considerada como "serbia". Durante el periodo socialista, funcionó como un Estado multinacional en el que convivían serbios, croatas, eslovenos, macedonios, bosnios, albaneses, húngaros y otras minorías. El equilibrio era garantizado por la figura de Josip Broz Tito, pero tras su muerte iniciaron las tensiones entre las distintas comunidades, lo que llevó al final de la federación.
En el periodo del desmembramiento de Yugoslavia se crearon seis Estados: Bosnia y Herzegovina, Croacia, Eslovenia, Macedonia del Norte y Yugoslavia, los dirigentes de las zonas de población serbia en Croacia (Krajina) y Bosnia y Herzegovina (República Srpska) declararon sus territorios como parte de la República Federal de Yugoslavia. Las separaciones de estas dos regiones fueron ayudadas por el gobierno de Belgrado mediante operaciones militares en Croacia y Bosnia, las cuales fueron detenidas por la intervención de la OTAN y la Fuerza de Protección de las Naciones Unidas que ayudaron a las tropas croatas a tomar el control de la zona rebelde y crearon un Estado federal en Bosnia y Herzegovina tras la firma de los Acuerdos de Dayton.
Yugoslavia continuó con la unión de Serbia y Montenegro, los cuales funcionaban como un Estado federal, además tenía el dominio sobre la Provincia Autónoma de Kosovo y Metojia, sin embargo tras la guerra en esa región la ONU tomó el control de la provincia y la convirtió en un protectorado. En 2008, Kosovo accedió a la independencia, reconocida de manera parcial por algunos Estados. Mientras tanto, en 2003 Yugoslavia se convirtió en la Unión Estatal de Serbia y Montenegro, que finalizó en 2006 tras la separación de Montenegro.
La idea de la "Gran Serbia" ha quedado desacreditada internacionalmente debido a su relación con políticos como Slobodan Milošević, quienes fueron acusados de cometer crímenes de guerra, por lo que los Estados de Occidente se vieron impulsados a condenar enérgicamente cualquier tipo de intervención serbia en los demás Estados balcánicos, por lo que ha sido definida como un "sueño roto". Sin embargo, la idea aún es utilizada por algunos políticos serbios que ven la recuperación de Kosovo como el inicio de un retorno al proyecto nacional.

#### Turquía

Fronteras del Imperio Otomano en 1914, repartidas en el Tratado de Sèvres.

Fronteras del Imperio otomano en 1914, repartidas en el Tratado de Sèvres.

Durante la caída del Imperio otomano se promulgó el Pacto Nacional (Misak-ı Millî en turco) una serie de seis ideas que se convirtieron en la base de las reclamaciones territoriales de Turquía durante las conversaciones previas a la firma del Tratado de Lausana. En ellos reclamaban todos los territorios del imperio en dónde vivieran mayorías turcas además de la reserva en referéndum sobre el futuro de Kars, Ardahan, Batumi, Tracia occidental, Estambul, el Mar de Mármara, los Dardanelos y el Bósforo.
La Gran Turquía es un concepto que busca reagrupar todos aquellos territorios de población turca que fueron entregados a otros Estados después de la desintegración del imperio otomano. En un principio surgió como un movimiento que busca contraponerse a la idea irredentista del Gran Irán, el cual es visto por algunos sectores como una amenaza a la estabilidad del Medio Oriente.
El concepto general de la Gran Turquía añade al territorio turco las gobernaciones iraquíes de Nínive, Duhok, Erbil, Solimania, Kirkuk y Duhok; parte de las regiones sirias de Alepo, Hasaka, Al Raqa e Idlib; las periferias griegas de Evros y Ródope; las franja sur de las provincias búlgaras de Burgas y Yambol; además de la parte occidental de Armenia y la zona georgiana de Batumi. Algunos partidarios del irredentismo turco van más allá y son partidarios del Neootomanismo, es decir, la recreación del imperio otomano.
El neo-otomanismo y la Gran Turquía han sido relacionados con el actual Presidente, Recep Tayyip Erdoğan y su organización política, el Partido de la Justicia y el Desarrollo, incluso, el líder turco ha apelado en varias ocasiones al pasado imperial para justificar sus políticas:

[En 1914] Nuestros territorios eran tan grandes como 2.5 millones de kilómetros cuadrados, y después de nueve años, en el momento del Tratado de Lausana disminuyó a 780.000 kilómetros cuadrados... Insistir [en el mantenimiento de las fronteras de 1923] es la mayor injusticia que se ha hecho a nuestro país y a la nación. Mientras que todo está cambiando en el mundo de hoy, no podemos ver el mantenimiento de nuestro estado creado en 1923 como un éxito.
Recep Tayyip Erdogan, 19 de octubre de 2016

Erdogan ha lamentado además el hecho de la separación de la provincia de Mosul, la cual se considera turca y es frecuente su llamado a reconstruir el pasado otomano como una forma de alentar el nacionalismo turco. Sin embargo, algunas fuentes señalan que en realidad el neootomanismo y el irredentismo turcos de Erdogan son una forma de presionar militarmente a Irak y Siria, los cuales se encuentran inmersos en conflictos militares y están sujetos a la intervención turca para preservar la paz y mantener el poder del país en la región.

### Asia Occidental

#### Armenia

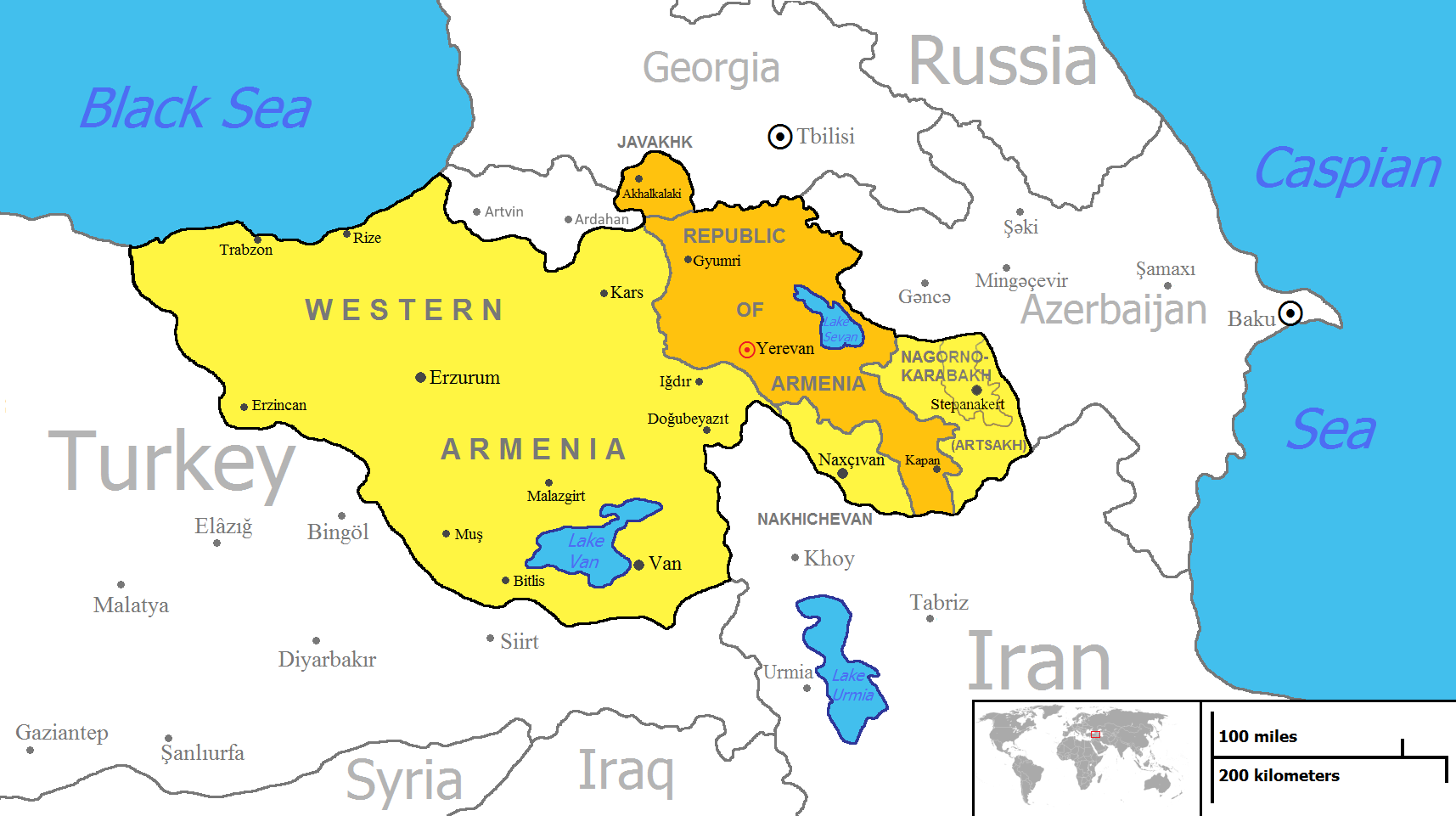
La Gran Armenia reclamada por la Federación Revolucionaria Armenia.

La Gran Armenia o Armenia Unida es un Estado reclamado por los armenios de Armenia, Rusia y Turquía que busca la validez del ente nacional creado en el Tratado de Sèvres, cuyas fronteras serían definidas por el presidente de los Estados Unidos, Woodrow Wilson. Sin embargo, ninguno de los acuerdos estipulados fueron puestos en práctica, pues como parte del Tratado de Brest-Litovsk, los rusos cedieron parte de los territorios de la entonces Transcaucasia al Imperio otomano, lo que provocó la independencia de Armenia.
Tras el fin de la Primera Guerra Mundial, se aceptó la creación del Estado armenio. Sin embargo, los nacionalistas turcos comenzaron a ocupar territorios de Armenia aliados con la RSS de Azerbaiyán, lo que finalmente se tradujo en el Tratado de Gümrü o Alexandropol. El acuerdo significó la pérdida de Kars, Ardahan y los distritos armenios de Anatolia en favor de Turquía, mientras se entregó Zangezur y el Alto Karabaj a Azerbaiyán.
En 1988, años antes de la caída de la Unión Soviética estalló la Guerra de Nagorno Karabaj, una provincia azerí con mayoría de población armenia, el parlamento provincial declaró la unión con Armenia. El conflicto finalizó en 1994 con el establecimiento de la República de Nagorno Karabaj, un Estado independiente de facto no reconocido por ningún Estado miembro de la ONU. En abril de 2016 estalló un breve conflicto armado entre Azerbaiyán y Nagorno Karabaj que terminó tras la mediación de Moscú, los enfrentamientos iniciaron como respuesta a una serie de acusaciones de bombardeos entre ambos territorios.
Tras la independencia y el conflicto del Alto Karabaj, el partido político de la Federación Revolucionaria Armenia asumió en su programa la reclamación de la Gran Armenia, los territorios exigidos son: el Nagorno (Alto) Karabaj y Najicheván en Azerbaiyán; Javakhk (Distritos georgianos de Ajalkalaki y Ninotsminda); y la región turca de Armenia Occidental. En conjunto los territorios reclamados suman los 152 376 km².

#### Azerbaiyán
Azerbaiyán Íntegro es un concepto de la unión política e histórica de los territorios actualmente e históricamente habitados por azeríes o controlados históricamente por ellos. Existe además la idea irredentista de Azerbaiyán Occidental, la cual asegura que la mayor parte del territorio que ocupa la moderna República de Armenia pertenece históricamente a personas de la etnia azerí, idea expresada en 2010 por İlham Əliyev, Presidente de Azerbaiyán.
El concepto de Azerbaiyán Íntegro no tiene unos límites territoriales definidos, sin embargo, lo más común entre los partidarios de esta creencia las reclamaciones se definen en cinco territorios: Azerbaiyán meridional; Azerbaiyán Occidental; Derbent (Rusia); Borchali (Región de Kvemo Kartli en Georgia); y la provincia de Iğdır (Turquía).

#### Emiratos Árabes Unidos
Los Emiratos Árabes Unidos mantienen una disputa con Irán por la soberanía por los islotes de Tumb Mayor y Menor, los cuales permanecen bajo soberanía iraní. Durante el mandato británico en la zona, las islas fueron puestas a resguardo por el Emirato de Sharjah. En 1971, Irán asumió el control de Abu Musa en un acuerdo de administración conjunta con Sharjan, pero el 30 de noviembre se hizo con el control total del archipiélago.
Los Emiratos alegan que durante el siglo XIX las islas estuvieron bajo el control de los jeques Qasmi, cuyos derechos fueron heredados por los Emiratos Árabes Unidos después de 1971. Sin embargo, Irán afirma que los dueños de los islotes vivían en la costa iraní por lo que eran sujetos al derecho persa. En 1980, los EAU presentaron su reclamación ante las Naciones Unidas, sin embargo, la propuesta fue rechazada por el Consejo de Seguridad.

#### Irán

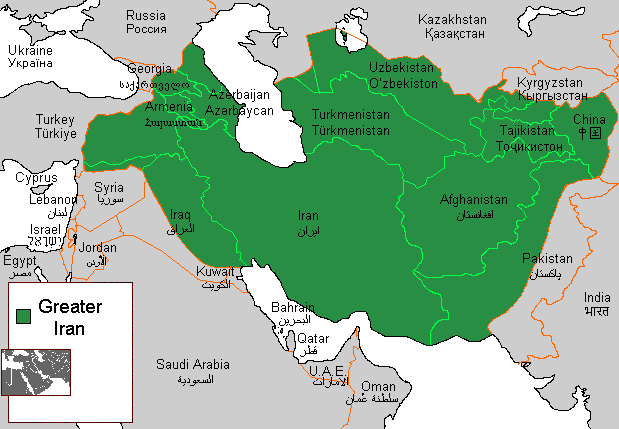
Geográfica y culturalmente, el Gran Irán incluye toda la meseta iraní, extendiéndose hasta Asia Central (Bactria) y el Hindukush al noreste y Afganistán y Pakistán Occidental en el sureste y hasta Siria Oriental y el Cáucaso al noroeste.

El Paniranismo es una ideología que busca la solidaridad y la reunificación de todos los habitantes de los pueblos iranios, aquellos que viven en la Meseta iraní y los que tienen una influencia cultural iraní, por lo que se incluye a los persas, azeríes, kurdos, osetios, zazas, tayikos de Tayikistán y Afganistán; además del Baluchistán pakistaní. El creador del concepto es Mahmoud Afshar Yazdi, el eventual Estado sería llamado Gran Irán o Tierras de Irán.
La ideología del paniranismo se usa más frecuentemente en conjunción con la idea de formar un Gran Irán, que se refiere a las regiones del Cáucaso, Asia Occidental, Asia Central y partes de Asia del Sur que tienen una influencia cultural iraní importante debido a haber sido regidos por un imperio persa en algún momento de la historia., aquellos que tuvieron un contacto cultural con los persas sin estar controlados por un gobierno imperial, como los pueblos del Cáucaso septentrional o zonas de Asia Meridional, Baréin y China donde residen habitantes de lengua iraní.
El Gran Irán geográficamente corresponde aproximadamente al territorio de la meseta iraní y sus llanuras limítrofes. También recibe los nombres de Gran Persia o Continente Cultural Iraní.
El concepto del Gran Irán comprende la totalidad de Afganistán, Azerbaiyán, Irán, Tayikistán, Turkmenistán y Uzbekistán, además de zonas parciales de Armenia, China, Georgia, Irak, Pakistán, Siria, Rusia y Turquía.

#### Irak
Tras ganar la independencia en 1932, el Reino de Irak declaró la legitimidad sobre el territorio de Kuwait, alegando que los dos territorios habían formado parte del mismo país hasta la creación de los mandatos británicos. En 1990 se llevó a cabo la invasión del país por parte de Irak, que estableció una república satélite para anexar el territorio kuwaití posteriormente. La ocupación iraquí finalizó en 1991 luego de la guerra del Golfo, en la que una coalición internacional liderada por Estados Unidos, el Reino Unido, Francia y Arabia Saudita derrotó a las tropas de Hussein logrando la liberación de Kuwait el 28 de febrero.
Durante la guerra Irán-Irak, el gobierno de Sadam Huseín trató de anexionar la provincia iraní de Juzestán al considerarla parte del territorio iraquí por tener una población de origen árabe.

#### Líbano
El nacionalismo libanés busca la expansión del territorio del Líbano más allá de sus fronteras, para tratar de recrear la extensión de Fenicia bajo un gobierno desde Beirut. Según los irredentistas nacionales, el Gran Líbano incluiría además del territorio propio, la costa de Siria y el norte de Israel, territorios que se identifican con los del antiguo reino fenicio.

#### Siria

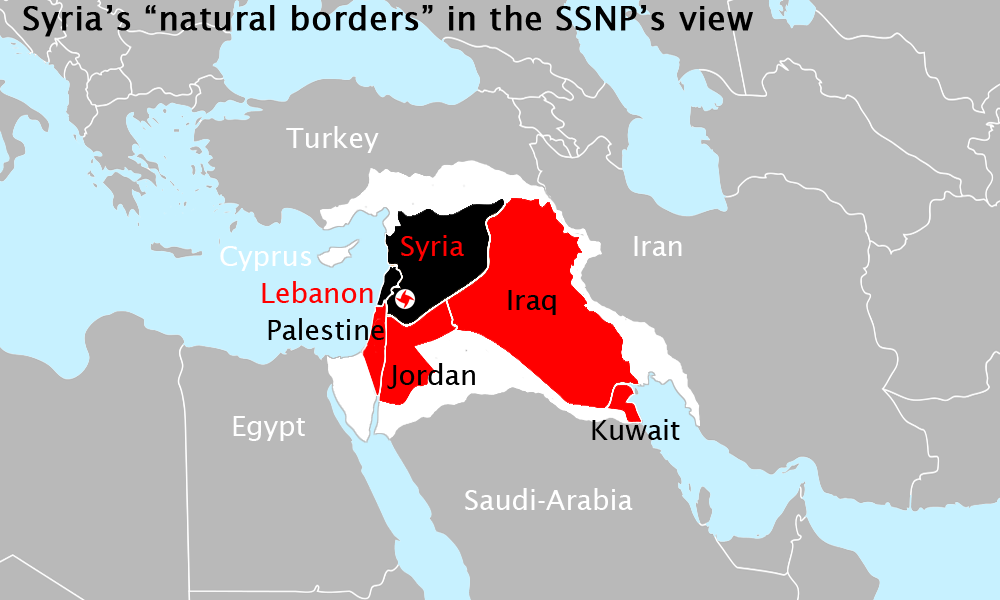
La Gran Siria.

El concepto de Gran Siria o País de Sham es una idea de corte irredentista que busca el establecimiento de un Estado único en la zona del Levante mediterráneo y los Estados limítrofes. El representante político principal de la idea es el Partido Social Nacionalista Sirio, el cual tiene presencia en los estados de Siria y Líbano. El País de Sham comprende la totalidad de los Estados de Israel, Jordania, Líbano, Palestina y Siria, además del Sanjacado de Alejandreta (provincia de Hatay en Turquía) y el norte de Tabuk en Arabia Saudita. Algunos partidarios expanden los límites territoriales de la Gran Siria para incluir Chipre, Irak y la península del Sinaí.

#### Turquía
Durante la caída del Imperio otomano se promulgó el Pacto Nacional (Misak-ı Millî en turco) una serie de seis ideas que se convirtieron en la base de las reclamaciones territoriales de Turquía durante las conversaciones previas a la firma del Tratado de Lausana. En ellos reclamaban todos los territorios del imperio en dónde vivieran mayorías turcas además de la reserva en referéndum sobre el futuro de Kars, Ardahan, Batumi, Tracia occidental, Estambul, el Mar de Mármara, los Dardanelos y el Bósforo.
La Gran Turquía es un concepto que busca reagrupar todos aquellos territorios de población turca que fueron entregados a otros Estados después de la desintegración del imperio otomano. En un principio surgió como un movimiento que busca contraponerse a la idea irredentista del Gran Irán, el cual es visto por algunos sectores como una amenaza a la estabilidad del Medio Oriente.
El concepto general de la Gran Turquía añade al territorio turco las gobernaciones iraquíes de Nínive, Duhok, Erbil, Solimania, Kirkuk y Duhok; parte de las regiones sirias de Alepo, Hasaka, Al Raqa e Idlib; las periferias griegas de Evros y Ródope; las franja sur de las provincias búlgaras de Burgas y Yambol; además de la parte occidental de Armenia y la zona georgiana de Batumi. Algunos partidarios del irredentismo turco van más allá y son partidarios del Neootomanismo, es decir, la recreación del Imperio otomano.
El neootomanismo y la Gran Turquía han sido relacionados con el actual Presidente, Recep Tayyip Erdoğan y su organización política, el Partido de la Justicia y el Desarrollo, incluso, el líder turco ha apelado en varias ocasiones al pasado imperial para justificar sus políticas:

[En 1914] Nuestros territorios eran tan grandes como 2.5 millones de kilómetros cuadrados, y después de nueve años, en el momento del Tratado de Lausana disminuyó a 780.000 kilómetros cuadrados... Insistir [en el mantenimiento de las fronteras de 1923] es la mayor injusticia que se ha hecho a nuestro país y a la nación. Mientras que todo está cambiando en el mundo de hoy, no podemos ver el mantenimiento de nuestro estado creado en 1923 como un éxito.
Recep Tayyip Erdogan, 19 de octubre de 2016

Erdogan ha lamentado además el hecho de la separación de la provincia de Mosul, la cual es considerada como turca y es frecuente su llamado a reconstruir el pasado otomano como una forma de alentar el nacionalismo turco. Sin embargo, algunas fuentes señalan que en realidad el neootomanismo y el irredentismo turcos de Erdogan son una forma de presionar militarmente a los Estados de Irak y Siria, los cuales se encuentran inmersos en conflictos militares y están sujetos a la intervención turca para preservar la paz y mantener el poder del país en la región.

#### Yemen

El Gran Yemen.

El Gran Yemen es un término geográfico que abarca el territorio de la actual República del Yemen, así como las regiones saudíes de Asir, la provincia de Najrán, la provincia de Jizán, las islas adyacentes del mar Rojo, Tihama y, a veces, la provincia omaní de Dhofar.
También es un término político que denota las aspiraciones irredentistas de unir estas zonas en un solo Estado. Estas reclamaciones se basan en la noción histórica de Bilad al-Yaman, así como del Estado Rasulid de los siglos XIII al XV y del Estado zaidí de finales del XVII y principios del XVIII, que ocupaban la mayor parte del territorio del Gran Yemen.

### Asia Oriental

#### Japón
Japón reclama las dos islas más meridionales de las islas Kuriles administradas por Rusia. La cadena isleña se localiza al norte de Hokkaido y fue anexada por la Unión Soviética después de la Segunda Guerra Mundial. Japón también reclama el grupo de islotes conocido como las Rocas de Liancourt, administradas por Corea del Sur, que se conocen como Takeshima en Japón y que se han reclamado desde el final de la Segunda Guerra Mundial.

#### Mongolia
En Mongolia existe una idea irredentista que defiende la solidaridad cultural y política de los mongoles. El territorio propuesto incluye generalmente el Estado independiente de Mongolia, las regiones chinas de Mongolia Interior (Mongolia del Sur) y Dzungaria (en Xinjiang), y la república rusa de Buriatia. A veces también se incluyen Tuvá, Altái y partes del Óblast de Irkutsk y el Krai de Zabaikalie.

### Asia del Sur

#### Bangladés
El concepto del Gran Bangladés está fuertemente relacionado con la idea irredentista de la Bengala Unida (United Bengal). Algunos intelectuales indios consideran que Bangladés tiene la intención de llevar a cabo la unificación de todos los territorios de lengua bengalí para integrarlos dentro de su Estado, si bien, el Estado bengalí no ha expresado alguna reclamación territorial, los sectores del nacionalismo hindú consideran que el gobierno promueve la inmigración ilegal para crear una mayoría en la zona que cambie la configuración demográfica, cultural y religiosa del noreste de la India.
La idea india del Gran Bangladés considera que el gobierno de Bangladés quiere tomar el control de los Estados indios de Bengala Occidental, Tripura y Assam, así como las Islas Andamán, además de la provincia birmana de Rakáin. Durante el movimiento de independencia de Bangladés, se planteó la posibilidad de construir un Estado de Bengala, en aquellos territorios de mayoría musulmana, sin embargo, la oposición de los representantes del nacionalismo indio provocó que el proyecto no se llevara a cabo.
La teoría tiene rasgos de xenofobia y un discurso antiinmigración, pues considera que la elevada presencia de habitantes del Bangladés en algunos Estados de la India forma parte de un plan para convertir grandes zonas de los Estados del noreste de la India y Bengala Occidental en zonas de mayoría musulmana que posteriormente buscarían separarse de la India y unirse al país vecino, donde el Islam es la religión mayoritaria. Lo que ha sido considerado por algunos sectores de la población hindú como una amenaza para la integridad, soberanía y mayoría religiosa del país.

#### Timor
Véase: Gran Timor
El Gran Timor (en indonesio: Timor Raya) es un concepto que evoca la unidad e independencia de la isla de Timor, formado por el portugués Timor Oriental y el neerlandés (ahora indonesio) Timor Occidental.
La isla de Timor estuvo bajo dominio indonesio entre 1975 y 2002. En mayo de 2002, la parte oriental de la isla se convirtió en un Estado independiente, lo que provocó el temor entre el ejército y los medios de comunicación de Indonesia, quienes creían que la nueva nación podría incitar a una rebelión separatista en la zona occidental. Sin embargo, el gobierno de Dili no ha mostrado interés alguno en la zona, pues reconoció los límites heredados del periodo colonial, además de existir una división étnica entre los dos sectores de la isla.

### América

#### Gran Colombia

Posible territorio de la Gran Colombia unificada.

La Gran Colombia fue una nación que existió entre 1819 y 1831 bajo el mandato de Simón Bolívar, abarcaba la totalidad de los territorios de Colombia, Ecuador, Panamá y Venezuela, además de sectores que ahora forman parte de Brasil, Guyana, Honduras, Nicaragua y Perú, el país se desmembró por las diferencias entre los Estados integrantes, situación que se agravó tras la muerte de Bolívar en diciembre de 1830. La idea de Bolívar pretendía llevar a cabo la unión de todos los territorios independientes de Hispanoamérica en un solo gobierno, que tuviera la fuerza para enfrentar a las potencias coloniales del siglo XIX, sin embargo, el proyecto únicamente se concretó en las tierras que formaban parte del Virreinato de Nueva Granada y la Capitanía General de Venezuela.
Después de la disolución de la Gran Colombia la idea fue aparcada. Sin embargo, con la llegada de Hugo Chávez a la Presidencia de Venezuela, el Estado venezolano tomó los postulados de Bolívar como parte de su política oficial. En enero de 2008, el mandatario venezolano reafirmó su compromiso con la idea de la reunificación de la Gran Colombia como una forma de "pacificar la región". En julio de 2010 en el marco de las celebraciones de los bicentenarios de independencia latinoamericanas, Hugo Chávez y Rafael Correa, entonces presidente del Ecuador se reunieron con el objetivo de iniciar un plan para revivir la Gran Colombia, sin embargo, el proceso no pasó de las declaraciones sobre la intención. Tras la muerte de Chávez, el proyecto quedó abandonado.
Algunas voces minoritarias continúan defendiendo la unión, principalmente por los beneficios económicos que podría conllevar la reunificación de los cuatro Estados integrantes de la Gran Colombia, lo que llevaría al hipotético Estado a convertirse en una de las potencias económicas del mundo.

#### Guatemala

Guatemala y Belice partido en el territorio reconocido oficialmente y el reclamado por los guatemaltecos.

En Guatemala existe un conflicto territorial con el Estado de Belice por una franja territorial de 11 030 km², actualmente administrada por Belice. La disputa se extiende además a diversas islas e islotes localizados en el mar Caribe.
La disputa se inició en 1859, a partir de la firma del Acuerdo anglo-guatemalteco de 1859. El territorio reclamado por Guatemala comprende desde el río Sarstún, en el sur, hasta el río Sibún, al norte; el cual comprende aproximadamente 11 030 km². Las proporciones del reclamo se basan en que el territorio de Belice debería comprender los territorios cedidos por España a Gran Bretaña en el Tratado de París de 1783, un territorio de 1482 km², y en la segunda concesión en 1786, de otra zona de 1883 km²; además del territorio propio de Belice de 4323,964 km². Por lo que el restante territorio no reconocido sería parte de Guatemala y por lo tanto estaría siendo ocupado ilegalmente por Gran Bretaña.  
Anteriormente existía una reclamación guatemalteca por el estado mexicano de Chiapas, el cual formó parte de la provincia de Guatemala durante el periodo de la Capitanía General y la provincia de Guatemala bajo el dominio español, y en la misma demarcación durante el Primer Imperio Mexicano. En 1824 se proclamó la Primera República Federal de México, lo que provocó la salida de las provincias centroamericanas que pasaron a ser independientes. Sin embargo, Chiapas quedó pendiente de incorporación a México o Guatemala. En el mes de julio, la región del Soconusco se separó de Chiapas por lo que se unió a las Provincias Unidas del Centro de América. El 14 de septiembre, Chiapas se incorporó a México. En 1840, el alcalde de Tapachula, capital del Soconusco, solicitó ayuda a México, en 1842 tropas mexicanas ocuparon la región que se unió al país.
En 1842, 1881 y 1882 hubo conflictos diplomáticos entre los dos países respecto a la cuestión del Soconusco. En el último año, las dos naciones firmaron el Tratado Herrera-Mariscal para acordar los límites fronterizos, situación que se completó hasta 1902, cuando la comisión de límites concluyó con sus labores, estableciendo la frontera actual en los ríos Suchiate y Usumacinta.

#### México

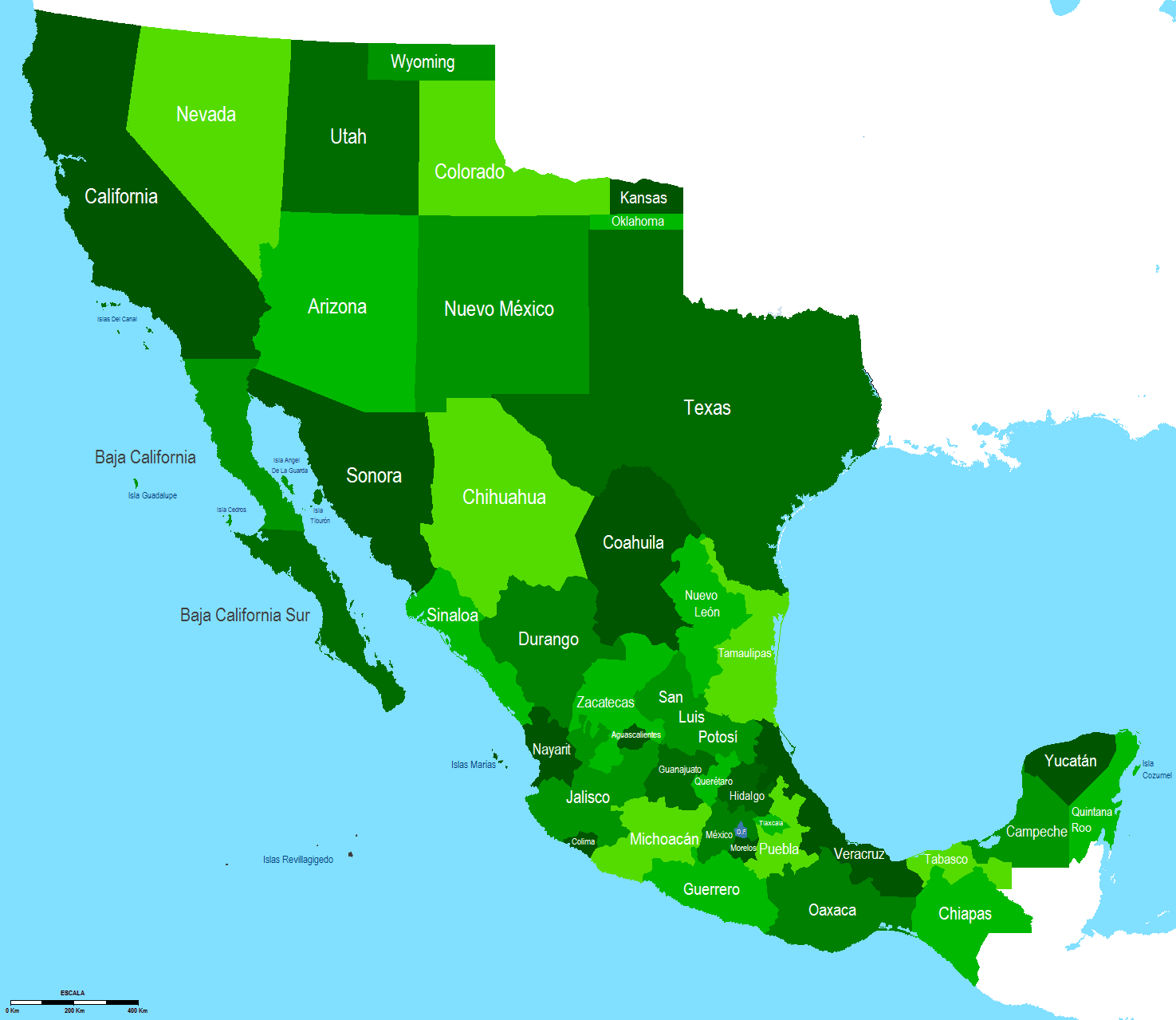
Mapa de México de acuerdo a los partidarios de la Reconquista, es decir, la recuperación de los territorios perdidos tras la firma del Tratado de Guadalupe Hidalgo y la Venta de La Mesilla.

El concepto irredentista de México, conocido como Reconquista se refiere a la recuperación cultural y demográfica de los estados del Suroeste de los Estados Unidos, los cuales pertenecieron a México entre 1821 y 1848. La idea fue popularizada por los escritores Carlos Fuentes y Elena Poniatowska.
La recuperación de los territorios perdidos en la cesión mexicana y la venta de La Mesilla es una idea que tiene una mayor fuerza dentro de los grupos nacionalistas chicanos, que plantean la restauración de Aztlán, el concepto únicamente busca la reintegración de los territorios perdidos tras la firma del Tratado de Guadalupe Hidalgo y deja fuera otras regiones estadounidenses con presencia de migración mexicana. En México, la idea es apoyada principalmente por algunos grupos nacionalistas minoritarios como el Frente Nacionalista de México, los cuales rechazan el Tratado de Guadalupe Hidalgo y aseguran que se encuentran ocupados por los Estados Unidos.
Tras la pérdida de los territorios, el gobierno mexicano solo ha hecho un plan para recuperar los estados perdidos en 1848, se trató del Plan de San Diego lanzado durante la Revolución mexicana, consistía en una operación realizada por partidarios del presidente Venustiano Carranza en 1915 que buscaba el alzamiento de minorías étnicas como los mexicanos, los afroamericanos y nativos estadounidenses, el conflicto se hubiera enfocado en atacar objetivos anglosajones, lo que provocaría inestabilidad en la región, crisis social y una posible toma del suroeste de Estados Unidos por parte de México, sin embargo, la intentona fue desbaratada tras el arresto de uno de los líderes y el descubrimiento de documentos relacionados, lo que provocó el envío de tropas estadounidenses a la zona fronteriza. Después de ese intento, no ha habido ningún plan para recuperar los territorios de parte de algún gobierno mexicano.
El asunto ha sido una especie de moneda de cambio para otros países que han tratado de buscar el apoyo de México en conflictos que busquen debilitar o provocar militarmente a los Estados Unidos. El caso más conocido fue el del Telegrama Zimmermann de 1917, un comunicado enviado por Arthur Zimmermann, ministro de Exteriores del Imperio Alemán a su embajador en México, el conde Heinrich von Eckardt. En el documento se sugería invitar a México a tomar parte de la Primera Guerra Mundial atacando a Estados Unidos a cambio de ayuda militar y financiera para recuperar Texas, Nuevo México y Arizona, sin mencionar a California. Los británicos descubrieron el documento e informaron a Estados Unidos, quien decidió entrar a la guerra a causa de ese suceso. El gobierno mexicano rechazó la oferta, pues consideraba que no tenía los recursos para organizar y sostener una invasión militar al encontrarse en la lucha de la revolución mexicana.
En 2015, la reconquista volvió a la agenda pública como parte de la guerra del Dombás ucraniano. El 28 de marzo, la República Rusa de Chechenia amenazó con enviar armas a México para que el país recuperara Texas, Nuevo México, Arizona, California, Nevada, Utah, Colorado y una zona de Wyoming, si los Estados Unidos ofrecían apoyo armamentístico al gobierno de Ucrania. No obstante, el Kremlin desautorizó la propuesta chechena asegurando que las regiones sujetas a la Federación Rusa no pueden suministrar armas ni apoyo militar a países extranjeros, en México la propuesta no fue considerada por ningún organismo oficial.
Tras la llegada de Donald Trump a la Presidencia de Estados Unidos y la respuesta del resurgimiento del nacionalismo mexicano, en marzo de 2017, el excandidato presidencial Cuauhtémoc Cárdenas Solórzano y el abogado Guillermo Handam Castro presentaron una propuesta de demanda, para declarar nulo el Tratado de Guadalupe Hidalgo, y de esta manera recuperar los estados perdidos en la cesión, o al menos conseguir una compensación económica acorde con la extensión territorial cedida. 
El argumento principal para anular los acuerdos sostiene que al haber ocurrido una invasión militar de los Estados Unidos, la firma fue nula de origen por la existencia de una coacción hacia los mexicanos firmantes. Sin embargo, la propuesta no prosperó debido a que el gobierno de Enrique Peña Nieto no tomó el plan, ya que era necesaria la participación del Estado Mexicano en un proceso penal internacional. Bernardo Sepúlveda Amor, exsecretario de relaciones exteriores de México declaró al historiador Enrique Krauze que la propuesta sería difícil de prosperar.

En tiempos anteriores las guerras de conquista no se topaban con la misma condena moral y legal que ahora forma parte de nuestro sistema legal.. La demanda tendría que presentarse conforme a la Convención de Viena y mostrar que el Estado mexicano no aceptó expresamente la validez del tratado o que, en razón de su conducta, el mismo Estado mostró su rechazo a esa validez... Para obtener un dictamen, la demanda de anulación del Tratado de 1848 tendría que someterse a la Corte Internacional de Justicia, cuya jurisdicción obligatoria en casos contenciosos no está reconocida por Estados Unidos
Bernardo Sepúlveda Amor en entrevista con Enrique Krauze. 6 de abril de 2017.

Otra causa irredentista mexicana es el Archipiélago del Norte o Islas del Canal, que se encuentran bajo la soberanía de los Estados Unidos de América desde 1852, grupos de la sociedad civil han reclamado el conjunto de islas para el país, sin embargo, el gobierno mexicano no ha expresado ninguna declaración al respecto. Los partidarios de la causa consideran que las islas quedaron fuera del Tratado de Guadalupe Hidalgo, por lo que le pertenecen a México de manera legítima y son ocupadas por los estadounidenses de manera ilegal.
Por último, algunos sectores de los medios de comunicación y la clase intelectual mexicana consideran la posibilidad de recuperar la Isla Clipperton o de La Pasión. Se trata de un atolón localizado a 1120 km de las costas mexicanas y que se encuentra deshabitado. México ejerció la soberanía del lugar en varios periodos: entre 1821 y 1858 y de 1906 a 1917, el lugar también fue ocupado por estadounidenses y franceses. Después de 1917 se inició una disputa entre mexicanos y franceses por la soberanía del atolón. En 1930, un laudo de Víctor Manuel III de Italia otorgó el territorio a Francia. El Congreso de México aceptó el arbitraje y eliminó la isla de la Constitución alegando que era "un trozo de tierra sin valor". Los partidarios de la recuperación del atolón sostienen que la importancia reside en la ampliación del territorio mexicano de ultramar, lo que permitiría extender el espacio económico del país y beneficiaría a las embarcaciones pesqueras nacionales.

#### Surinam

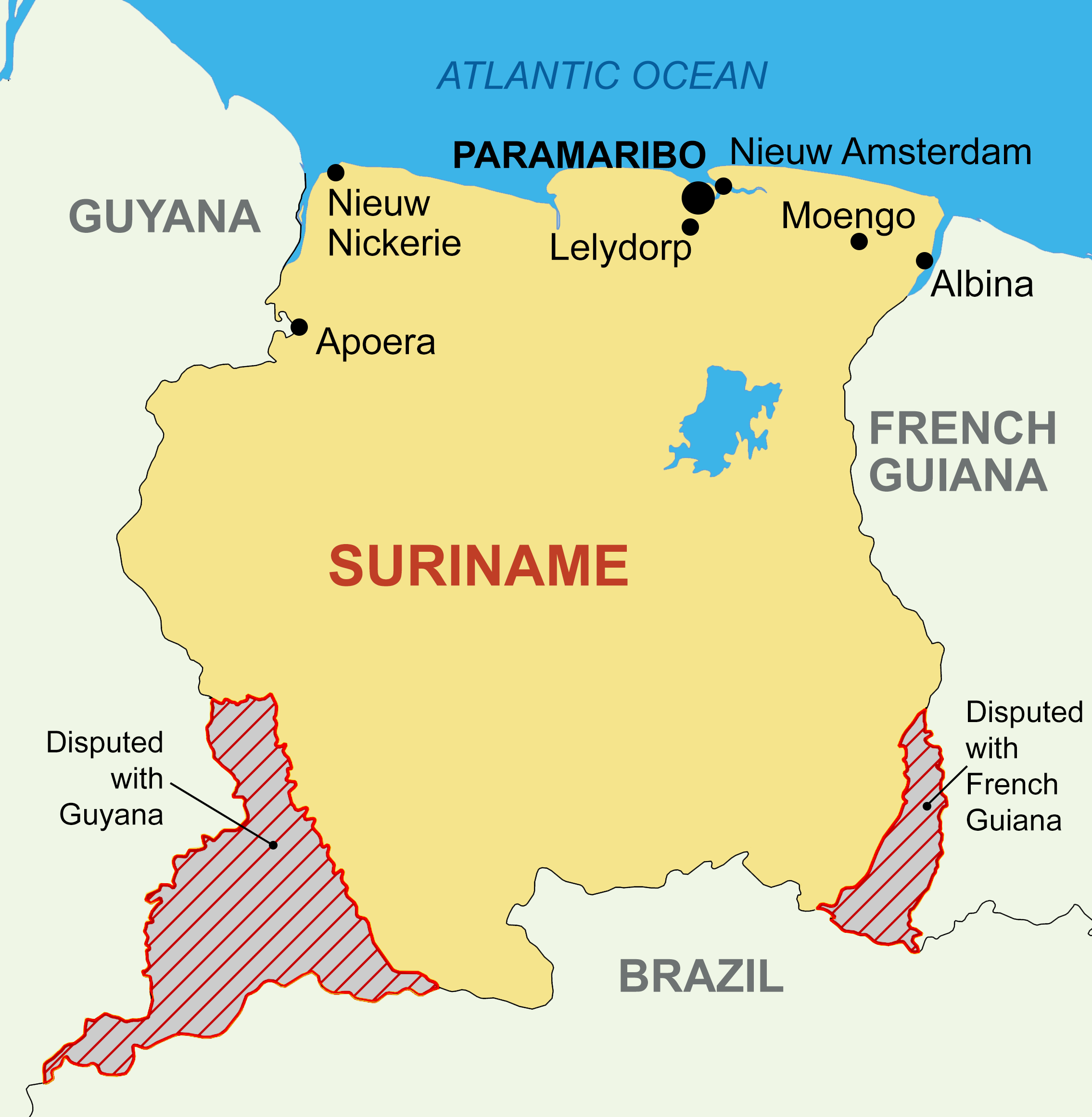
Fronteras terrestres de Surinam. Sombreadas con rayas rojas se observan las zonas reclamadas por el país.

Las fronteras de Surinam son un objeto de disputa con sus vecinos de Guyana y la Guayana Francesa. La frontera con Brasil es la única que se mantiene fija desde 1906.
La frontera oriental del país ha sido parte de desacuerdos desde el periodo colonial. La Guayana Neerlandesa y la Francesa establecieron en 1861 que la frontera discurriría por los ríos Lawa y Maroni, sin embargo, en 1885 se descubrió oro en la zona localizada entre los ríos Tapanahoni y Lawa, lo que provocó que en 1888 los Países Bajos y Francia iniciaran un arbitraje internacional mediante la figura del zar Alejandro III de Rusia, el soberano ruso determinó que el Lawa era la cabecera del Maroni, y por lo tanto debía ser considerado la frontera. Los Países Bajos y Francia concluyeron un tratado fronterizo sobre esta sección del río el 30 de septiembre de 1915. Sin embargo, esta decisión creó otra cuestión en cuanto a qué río es la fuente del Lawa. Los Países Bajos consideraron que el Marowini (el río tributario oriental) era la fuente del Lawa; los franceses consideraban que el Litani, situado más al oeste, era la fuente de los Lawa. Este problema aún no se ha resuelto.
Por el lado occidental, los distintos acuerdos coloniales establecieron la frontera en diferentes sitios entre el río Barbiezos y el río Corentín. El tratado anglo-neerlandés de 1814 devolvió Surinam al dominio neerlandés, demarcado en los límites del 1 de enero de 1803, el Corentín se convirtió en el nuevo límite entre la Guayana Británica y Surinam. Sin embargo, el país considera que la región de Tigri forma parte de su territorio y es delimitado por los ríos Alto Corentín (el cual en Guyana es denominado New River y en Surinam, Boven Corentijn) y el Curuni y el Kutari.
Existe además una disputa territorial en las aguas territoriales de Guyana y Surinam que incluso provocó enfrentamientos entre guardacostas surinameses y buscadores de petróleo. Para resolver el conflicto se convocó un tribunal de cinco miembros de acuerdo con las normas establecidas en el anexo VII de la Convención de las Naciones Unidas sobre el Derecho del Mar, que en 2007 estableció su propia frontera que difiere de las reclamaciones de ambas partes. La frontera marítima fue finalmente resuelta por el arbitraje internacional en beneficio de Surinam.

### África

#### Congo
La unificación del Congo se refiere a una posible unificación de la República del Congo (o Congo-Brazaville) y la República Democrática del Congo (Congo-Kinshasa o Zaire) para que pasen a ser un único Estado.
Los dos Congos comparten grupos étnicos, una lengua oficial (el francés) y varias lenguas nacionales (lingala, kituba y kongo). Se debe destacar además que las capitales de los dos Estados, las ciudades de Brazzaville y Kinsasa, forman una especie de conurbación urbana, ya que únicamente las separa el Río Congo.

#### Marruecos

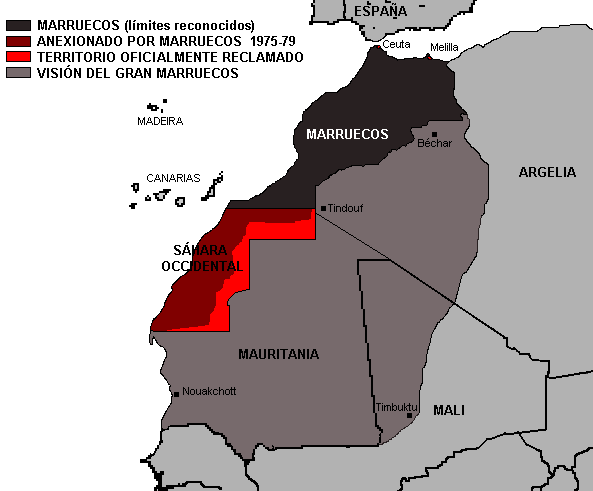
Mapa del Gran Marruecos. Muestra el Reino de Marruecos, el territorio del Sáhara Occidental, la Zona Libre, Ceuta, Melilla y los demás territorios considerados en el proyecto irredentista.

El Gran Marruecos es un concepto irredentista que comenzó a ser utilizado en los años cuarenta del siglo XX, apoyada especialmente por el Partido Istiqlal (Nacionalista Marroquí), como una herramienta para lograr el apoyo del pueblo marroquí en la lucha contra el Imperio colonial francés. Después de la independencia marroquí en 1956, y tras la muerte del sultán Mohamed V (1961), su hijo Hasan II revivió el concepto de "Gran Marruecos" como una prolongación del proceso independentista. Este proceso había comenzado con la finalización del protectorado francés, consiguiendo la retrocesión de Tánger y el fin del protectorado español sobre los territorios administrados por España en el norte de Marruecos. Poco después (tras la Guerra de Ifni con España, 1957-1958), consiguió también la adquisición de los territorios del protectorado en el sur de Marruecos, Cabo Juby.
Los territorios que compondrían este "Gran Marruecos" encuentran su justificación en una proclamada continuidad entre las diversas dinastías que habían reinado en el territorio marroquí (como los almohades o los meriníes) y el Marruecos actual. De esta forma, habría que incluir el Sáhara Occidental, la totalidad de Mauritania, las zonas occidentales de Argelia (provincias de Béchar y Tinduf, así como las áreas habitadas por los tuat), la zona norte de Malí, cuyo núcleo central sería la ciudad de Tombuctú, y las ciudades españolas de Ceuta y Melilla, así como las plazas de soberanía españolas (algunas corrientes reclaman la inclusión de las islas Canarias por un efecto de "africanidad" y frontera natural, no obstante, Marruecos apoyó la españolidad del archipiélago canario, cuando la Organización para la Unidad Africana y algunos gobiernos como el de Argelia y Libia apoyaban al líder independentista Antonio Cubillo y su organismo político, el Movimiento por la Autodeterminación e Independencia del Archipiélago Canario).
El Sáhara Occidental ha sido el lugar en donde más se ha mostrado la idea del irredentismo marroquí. Entre el 6 y el 9 de noviembre de 1975 inició la llamada Marcha verde, en la cual el rey Hassan II decidió enviar a más de 250 mil civiles desarmados y a más de 25 mil miembros del Ejército Real de Marruecos a ocupar la entonces provincia española del Sáhara español, para anexarla y que fuera reconocida como una provincia marroquí, justificando sus acciones en base al proceso de descolonización que la ONU había instado a España a iniciar en 1965. El 18 de noviembre las Cortes franquistas aprobaron la descolonización del Sáhara con 345 votos favor, cuatro en contra y cuatro abstenciones. En diciembre inició la retirada española, y para 1976 las tropas españolas abandonaron la región y el territorio fue repartido entre Marruecos y Mauritania quienes empezaron a luchar contra el Frente Polisario. En 1978 los mauritanos renunciaron a sus derechos sobre el tercio sur del Sáhara por su incapacidad económica y militar, por lo que los marroquíes se hicieron con el control total de la región.
Oficialmente, Marruecos únicamente reclama su soberanía sobre las ciudades españolas de Ceuta y Melilla, y la franja oriental del Sáhara Occidental, conocida como Zona Libre, la cual es controlada por el Frente Polisario, esta última es separada del territorio controlado por el ejército marroquí mediante el Muro marroquí. En febrero de 2017, las tropas marroquíes se retiraron del sur del Sáhara Occidental, sin embargo, mantienen el control político en la zona.

#### Mauritania

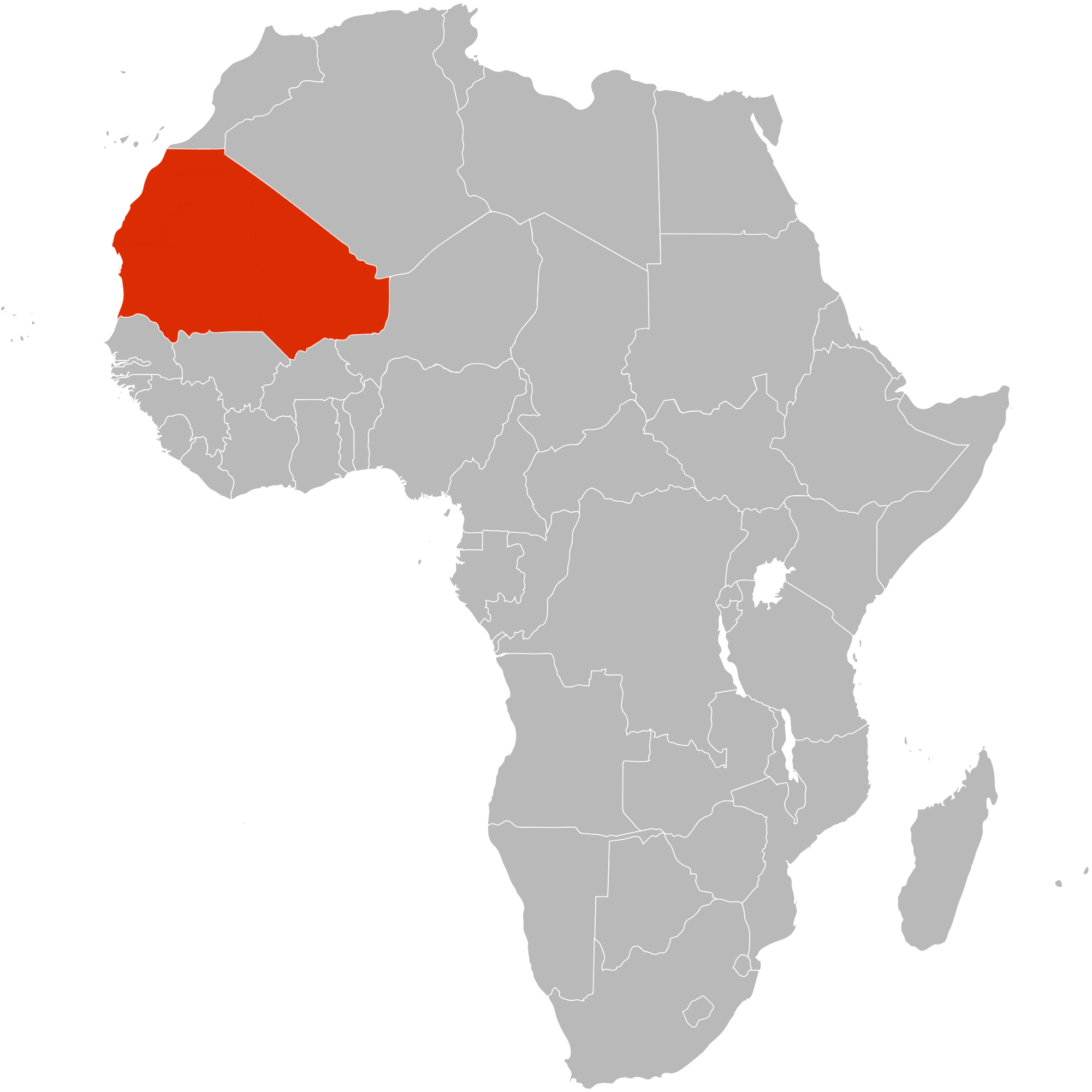
La propuesta de la Gran Mauritania propuesta por Moktar Ould Daddah, primer presidente de Mauritania.

Gran Mauritania es un término para el objetivo irredentista de Mauritania sobre el Sáhara Occidental y otras áreas saharauis de la zona occidental del desierto del Sáhara. El término fue acuñado por el primer presidente de Mauritania, Moktar Ould Daddah, cuando comenzó a reclamar el territorio entonces conocido como el Sáhara español incluso antes de la independencia de Mauritania en 1960, además de reclamar la mayor parte de Malí. En 1957, el entonces líder independentista declaró:

Por lo tanto, exhorto a nuestros hermanos del Sáhara español a que sueñen con esta Gran Mauritania económica y espiritual de la que no podemos hablar en este momento, les ruego que les repitan un mensaje de amistad, un llamamiento a la concordia entre todos los moros del Atlántico, en Azawad y desde el Draa hasta las fronteras de Senegal.
Moktar Ould Daddah

La reivindicación del Sáhara español volvió a ser popularizada por el régimen mauritano a principios de los años 70, cuando España se preparó para abandonar la colonia. Mauritania temía entonces la expansión marroquí hacia su frontera, debido a la idea irredentista del "Gran Marruecos" que anteriormente había incluido no solo el Sáhara español, sino también Mauritania en su totalidad.
Las reivindicaciones mauritanas sobre el territorio se utilizaron así para evitar la amenaza percibida del expansionismo marroquí e incitar a España a dividir el territorio entre Marruecos y Mauritania en los Acuerdos de Madrid. Sin embargo, esto no tuvo en cuenta una opinión consultiva de la Corte Internacional de Justicia (CIJ) que había decidido a finales de 1975 que el pueblo del Sáhara Occidental tenía el derecho de autodeterminación, que se ejercería libremente en forma de elección entre las opciones de la integración con Mauritania y/o Marruecos, o la creación de un Estado independiente. La parte mauritana del territorio, que corresponde a la mitad sur del Río de Oro, o un tercio del territorio entero, fue renombrada como Tiris al-Gharbiyya.
En 1976 Mauritania tomó el control del tercio sur del Sáhara Occidental, sin embargo, debió enfrentarse militarmente al Frente Polisario que era apoyado por Argelia, los malos resultados en el conflicto provocaron la caída de Ould Daddah en 1978 y el retiro de las tropas y el aparato gubernamental mauritano de la región, lo que provocó la ocupación total por parte de Marruecos.
Las relaciones con Rabat se deterioraron rápidamente, y en medio de acusaciones del apoyo marroquí a intentos de golpes de Estado y enfrentamientos armados menores, Mauritania se acercó a Argelia y al Polisario. El gobierno estableció en 1984 relaciones formales con el gobierno saharaui del Frente Polisario, la República Árabe Saharaui Democrática, a la que reconoció como autoridad oficial del Sáhara Occidental. Mauritania ha renunciando a todos sus derechos sobre la zona y actualmente la idea de la Gran Mauritania no es defendida por ningún partido político.

#### Somalia
La Gran Somalia es un concepto irredentista que busca unificar las regiones del Cuerno de África en donde viven las etnias somalíes. El Estado pansomalí abarcaría la totalidad de Somalia, la región de Ogaden (este de Etiopía), la franja oriental de Yibuti y el noreste de Kenia.
El concepto de una Gran Somalia fue creado por los colonizadores italianos de principios del siglo XX, que mantenían la colonia de la Somalia Italiana. En 1936 añadieron la región de Ogaden al territorio colonial. Mientras que en 1941 se añadieron la Somalilandia Británica y algunos sectores de Kenia, los cuales fueron conquistados por los italianos durante la Segunda Guerra Mundial. La extensión del territorio fue de 702 000 km² y tenía su capital en la ciudad de Mogadiscio, Benito Mussolini llamó a la colonia como La Gran Somalia y existió entre agosto de 1940 y abril de 1941. Tras el fin el conflicto bélico, los británicos recuperaron sus colonias y la unión quedó disuelta.
En 1960, las colonias de Somalia italiana y Somalilandia británica consiguieron la independencia y formaron la República de Somalia. En 1963 inició una rebelión en la región etíope de Ogaden para integrarse en Somalia la cual era coordinada por el Frente para la Liberación Nacional de Ogaden (FLNO), el conflicto terminó en 1970 cuando los rebeldes se rindieron ante la fuerza del ejército de Etiopía y la falta de apoyo del gobierno somalí que prefirió invertir sus recursos en el desarrollo nacional. Entre 1977 y 1978 Somalia y Etiopía sostuvieron una guerra por el control de la de Ogaden. Los etíopes contaron con el apoyo de Cuba, la Unión Soviética y Yemen del Sur, mientras que los somalíes únicamente estuvieron reforzados por el FLNO. Debido al apoyo brindado por los ejércitos cubano, soviético y sudyemenita, además de la aviación del país caribeño, Etiopía ganó la guerra. En 1982 hubo otro enfrentamiento entre las dos naciones con una nueva victoria etíope. Finalmente, en 1988 se firmó el tratado de paz que eliminó cualquier pretensión de guerra y restableció las relaciones diplomáticas entre ambas naciones, suspendidas desde 1977.
En 1958 se celebró un referéndum en Yibuti para decidir si continuaba siendo la colonia de Somalia francesa o pasaba a integrarse en el Estado somalí. La votación se decantó por el mantenimiento de la unión con Francia, gracias a la combinación de los votos del pueblo afar y los europeos residentes en la colonia. En 1977 el país se convirtió en un Estado independiente y Hassan Gouled Aptidon se convirtió en su primer presidente, Gouled había apoyado la permanencia de Francia en la colonia, por lo que se eliminó cualquier intento de unión con Somalia.
En 1981, el entonces Presidente de Somalia, Mohamed Siad Barre, visitó Nairobi, y afirmó que Somalia estaba suspendiendo su reclamo en la Provincia Nororiental de Kenia (NFD). La mejora de las relaciones con Kenia llevó a la firma de un pacto en diciembre de 1984 en el que se acordó poner fin a las hostilidades a lo largo de la frontera.
En 1991 estalló la guerra civil somalí que provocó la caída de Siad Barre. En ese año la región de Somalilandia se declaró como un Estado independiente sin reconocimiento internacional. En 1998 Puntlandia declaró su independencia temporal como una zona autónoma dentro del Estado somalí. En el mismo año, Jubalandia proclamó su autonomía, pero fue reconquistada al año siguiente. Finalmente, en 2006 se declaró la autonomía de Galmudug. Estos conflictos y separaciones enmarcadas dentro de la guerra civil han provocado que la idea irredentista de una Gran Somalia quedara olvidada.

#### Sudáfrica

Colonias en el África Austral en 1885. Jan Smuts proyectó la expansión de Sudáfrica a costa de las demás colonias. La idea fue retomada durante la independencia de varios territorios de África. Sudáfrica controló África del Sudoeste entre 1915 y 1990.

Durante finales del siglo XIX y comienzos del siglo XX, varios líderes políticos sudafricanos y británicos abogaron por una Gran Sudáfrica. Este irredentismo puede considerarse como una forma temprana de panafricanismo, aunque estrictamente limitada a los africanos blancos de ascendencia europea.
La primera idea surgió del estadista Jan Smuts quien desde 1895 consideraba como necesaria la expansión de la Colonia del Cabo, actualmente Sudáfrica, cuya frontera debía ser el Río Zambeze o incluso el Ecuador. Según Smuts, los territorios de África Suroccidental, Rodesia del Sur, y por lo menos las partes meridionales del Mozambique portugués (especialmente el puerto de Lourenço Marques en la Bahía de Delagoa) junto con los Territorios de la Alta Comisión (Basutoland, Bechuanalandia y Suazilandia) debían incluirse en este Estado, siendo Pretoria su capital.
En 1910 se formó la Unión Sudafricana compuesta por las Colonias del Cabo, Natal, Transvaal y el Estado Libre de Orange, fue visto como el primer paso hacia una posible unificación del sur de África. Sin embargo, los territorios de Basutolandia, Bechuanalandia, Suazilandia y Rodesia continuaron bajo el dominio directo de los británicos y no entraron en la unión. En 1915, Sudáfrica tomó la África Suroccidental Alemana y la renombró como África del Sudoeste, sin embargo, nunca fue considerada como un territorio oficial sudafricano debido a la negativa del Estado ocupante a integrar el territorio en el Fideicomiso de Naciones Unidas porque eso permitiría la independencia de la región.
En 1922, Rodesia votó en contra de unirse a la Unión Sudafricana, este hecho provocó que la idea de Smuts de crear un Estado que llegara hasta Mozambique perdiera fuerza. En 1924, Barry Hertzog fue elegido como primer ministro, Hertzog era antiimperialista y favorable a los Afrikáners, lo que provocó que el Reino Unido tuviera menos flexibilidad respecto a las peticiones de Sudáfrica.
Durante el apartheid, especialmente bajo el gobierno de Hendrik Verwoerd, se tomó a consideración la idea de absorber a los Estados que se independizarían posteriormente como Botsuana, Lesoto y Suazilandia, los cuales serían parte de una Unión Sudafricana dominada por los blancos. En el gobierno de Verwoerd, en concreto en 1960, se llevó a cabo un referéndum entre la población blanca para saber si se debía continuar con la relación entre Sudáfrica y el Reino Unido, el 52 % de los votantes se opuso. Sudáfrica se independizó de Reino Unido, pero permaneció en la Commonwealth. Su permanencia en esta organización se hizo cada vez más difícil, pues los Estados africanos y asiáticos intensificaron su presión para expulsar a Sudáfrica, que finalmente se retiró de la Commonwealth el 31 de mayo de 1961, fecha en que se declaró como república.

### Oceanía

#### Papúa Nueva Guinea
El gobierno de Papúa Nueva Guinea busca la reunificación de la isla de Nueva Guinea, la parte oriental del lugar es un Estado independiente, mientras que la occidental (Nueva Guinea Occidental) forma parte de Indonesia. En la zona oeste se han realizado diversas protestas y actos para reclamar la independencia de Indonesia y la posterior reunión con el Estado oriental, la organización más visible es el Movimiento Papúa Libre y además, entre 1961 y 1964 existió una República de Papúa Occidental. Los separatistas alegan que sus lazos étnicos son totalmente diferentes de los grupos indonesios, ya que ellos son parte de los grupos indígenas de Oceanía, mientras los ocupantes son de origen javanés.

#### Samoa
El concepto irredentista en Samoa busca la reunificación del Estado independiente Samoa Occidental con la Samoa Americana, territorio no incorporado de los Estados Unidos, ambas partes de las islas samoanas que comparten la etnia y la cultura. Se ha planteado desde la primera mitad del siglo XX siguiendo la división de los territorios por las grandes potencias (planteado por el Convenio Tripartito entre Alemania, Estados Unidos y Reino Unido de 1899).
El sentimiento a favor y en contra de la unificación existe en diversos grados. Algunos líderes políticos de Samoa Occidental han argumentado a favor de que Samoa Occidental se convierta en parte de los territorios no incorporados de Estados Unidos, o para una futura reunificación con Samoa Oriental. Aunque los samoanos estadounidenses tienen una fuerte identidad nacional samoana, no hay ningún movimiento que busque la independencia o la reunificación samoana en la Samoa Americana. En 1997, el gobierno de Samoa Americana protestó tras el cambio de nombre de Samoa Occidental por Samoa. Estados Unidos consideró que se trataba de una forma de expresar la autoridad del Estado independiente sobre todas las islas samoanas.

## Irredentismos sin Estado
Existen algunos movimientos irredentistas que buscan unificar distintas regiones de diversos Estados bajo una misma bandera. Los partidarios de estas ideologías suelen basarse en el idioma, los grupos étnicos, la historia o la cultura para reclamar la creación de Estados independientes en zonas donde no existen como tales.
Las naciones sin Estado son comunidades que, aun teniendo las características culturales o identitarias asociadas habitualmente con una nación, no disponen de un Estado propio, y, en muchos casos, no están reconocidas oficialmente como comunidades diferenciadas. Las naciones sin Estado, por lo tanto, están incluidas en Estados donde la nación predominante es otra, o repartidas entre diversos Estados, en algunos casos este hecho ha significado el nacimiento de movimientos irredentistas que buscan la creación de un Estado.

### Asiria
La patria asiria es una región geográfica y cultural situada en el norte de Mesopotamia que ha sido tradicionalmente habitada pueblo asirio. El área con la mayor concentración de asirios en la tierra se encuentra en la patria Asiria, o el Triángulo Asirio, una región que comprende las llanuras de Nínive, el sur de Hakkari y las regiones de Barwari. Aquí es donde algunos grupos asirios intentan crear un Estado-nación independiente. La tierra reclamada se asemeja a los límites de la antigua Asiria propiamente dicha, y las provincias posteriores de Asiria (Athura / Asuristán), que existieron entre los siglos XXV a. C. y VII d. C., las cuales estuvieron vigentes durante los imperios aqueménida, seléucida, partio, romano y sasánida.

### Euskal Herria

Mapa de Euskal Herria.

Euskal Herria (en euskera: «país del euskera»), es un término en la lengua vasca que hace referencia , de acuerdo con la Sociedad de Estudios Vascos «a un espacio o región cultural europea, situado a ambos lados de los Pirineos y que comprende territorios de España y Francia. Por lo tanto, se conoce como Euskal Herria o Vasconia al espacio en el que la cultura vasca se manifiesta en toda su dimensión».
Dicho territorio se encuentra repartido en diferentes organizaciones político-administrativas españolas y francesas: Álava (en euskera, Araba), Vizcaya (Bizkaia), Guipúzcoa (Gipuzkoa), que conforman la autonomía del País Vasco, y Navarra (Nafarroa), en España; y Baja Navarra (Nafarroa Beherea), Labort (Lapurdi) y Sola (Zuberoa), en Francia.
El País Vasco está reconocido como una nacionalidad histórica por la Constitución española de 1978 mientras que Navarra es conocida como una comunidad foral, lo que las hace tener algunas prerrogativas y reconocimientos con derechos históricos. De hecho, hasta 1512 existió en el territorio reclamado como Euskal Herria un Estado independiente llamado Reino de Navarra. A lo largo de la historia se han sucedido algunos proyectos para crear un Estado que una a los vascos de España y Francia: la República de las Provincias Unidas del Pirineo, y el proyecto presentado por el senador francés Dominique Joseph Garat a Napoleón Bonaparte conocido como República de Nueva Fenicia.
Con el nacimiento del nacionalismo vasco se puso en cuestión la posibilidad de crear un Estado independiente. El modelo ha ido desde una República Vasca autónoma de España hasta una República Federal. Oficialmente, la única opción oficial de reunión entre los territorios vascos es la disposición transitoria cuarta, integrada dentro de la Constitución española y que establece un procedimiento para la incorporación de Navarra al País Vasco. Esta idea únicamente se propuso en diciembre de 1979, siendo rechazada por la Comisión de Régimen Foral del Parlamento de Navarra.

### Kurdistán

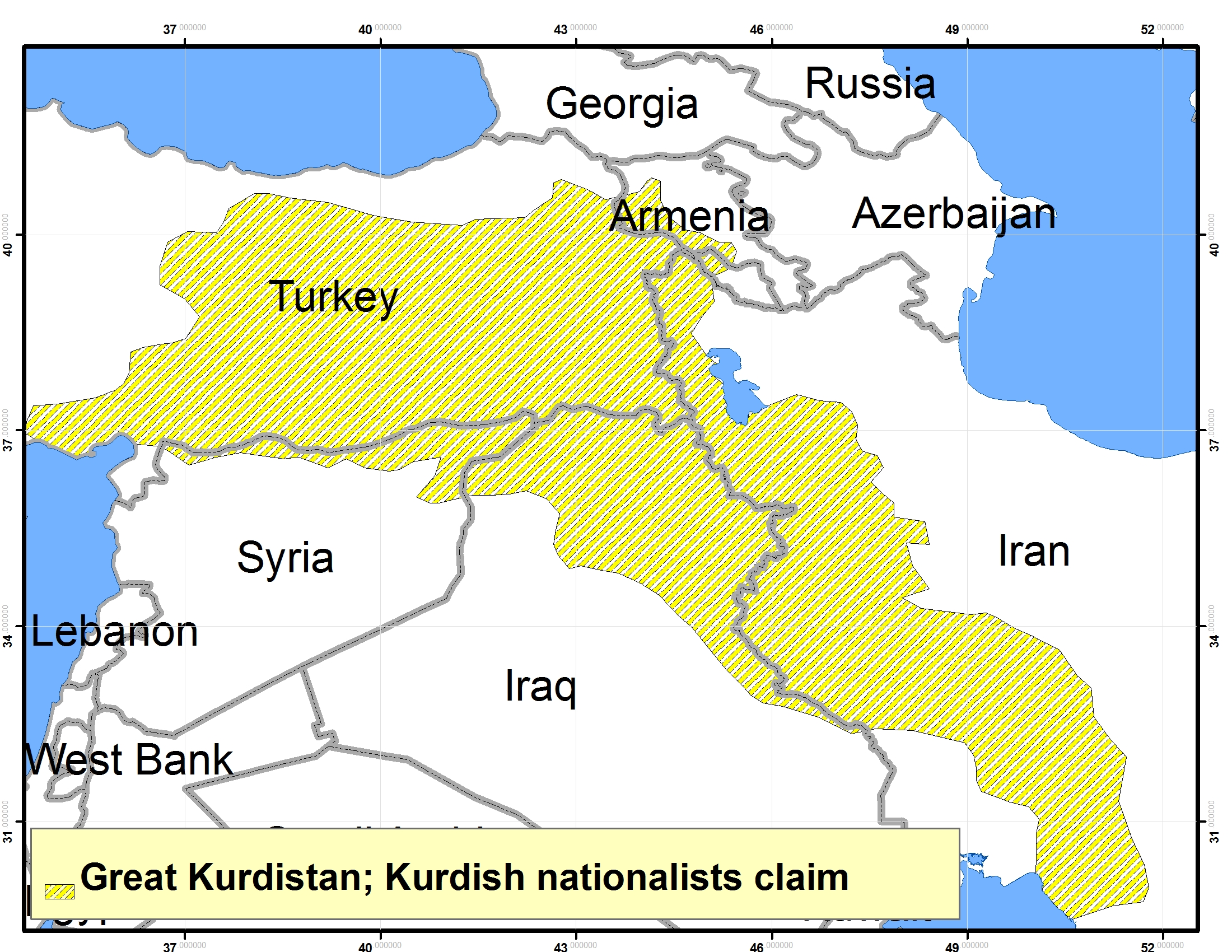
Mapa del territorio kurdo.

Kurdistán es una región sin acceso al mar situada en Asia Menor, al norte de Oriente Medio y al sur de la Transcaucasia. Históricamente reclamado por el pueblo kurdo, la etnia que lo habita, su territorio se encuentra repartido entre cuatro Estados actuales: Turquía, Irak, Irán y Siria, a los cuales hay que añadir un pequeño enclave en Armenia. Según estimaciones, hay unos 30 millones de kurdos repartidos entre los cuatro Estados que actualmente dominan la región histórica del Kurdistán.
Históricamente, los kurdos han sido un pueblo dominado por otras naciones. En la Antigüedad, los medos, antecesores de los kurdos, lucharon contra asirios y aqueménidas, quienes finalmente les derrotaron. Durante la Edad Media, el Kurdistán fue dividido entre los imperios otomano y persa. Hasta el siglo XIX, los gobernantes otomanos respetaron considerablemente la autonomía kurda. En el ocaso del Imperio otomano comienza a plantearse por primera vez la cuestión nacional en el Kurdistán. En el Tratado de Sèvres, tras caer el viejo Estado otomano, se preveía la creación de un Estado-nación kurdo, pero dicho tratado nunca entró en vigor. Con el Tratado de Lausana (1923) el Kurdistán sería dividido entre Turquía, Siria, Irán, Irak y la URSS. En 1946, la República kurda de Mahabad logra su efímera independencia en el Kurdistán iraní. Esta república socialista contó con el apoyo soviético y fue presidida por el nacionalista Qazi Muhammad. Posteriormente, aumentaron las acciones de los nacionalistas contra los gobiernos de Irak e Irán. En 1984 se funda el Partido de los Trabajadores de Kurdistán (PKK), grupo armado que opera desde entonces en el Kurdistán turco.
En el Kurdistán iraquí se inició un proceso que busca la creación de un Estado independiente que sería el primero de la etnia kurda. El 25 de septiembre de 2017 se celebró un referéndum de independencia en el cual triunfó el sí. Sin embargo, la consulta no es aceptada por Irak, cuyo gobierno comenzó a tomar medidas como el cierre de aeropuertos kurdos y el envío de tropas a las cercanías de la región. Los gobiernos de Siria, Turquía, Irán y Estados Unidos también se mostraron en contra del proceso, porque lo consideran un ataque directo a la unidad de Irak y una amenaza para la estabilidad de Oriente Medio, se debe mencionar, que exceptuando a los estadounidenses, el resto de Estados contrarios controlan partes de la región kurda, por lo que su rechazo es visto como una forma de protección ante posibles movimientos similares en sus países. Únicamente el Estado de Israel ha mostrado su apoyo a la independencia kurda.
El pueblo kurdo ha sido apodado "el pueblo más grande sin un pedazo de tierra", lo que refleja la causa irredentista de un Kurdistán independiente.

### Países Catalanes

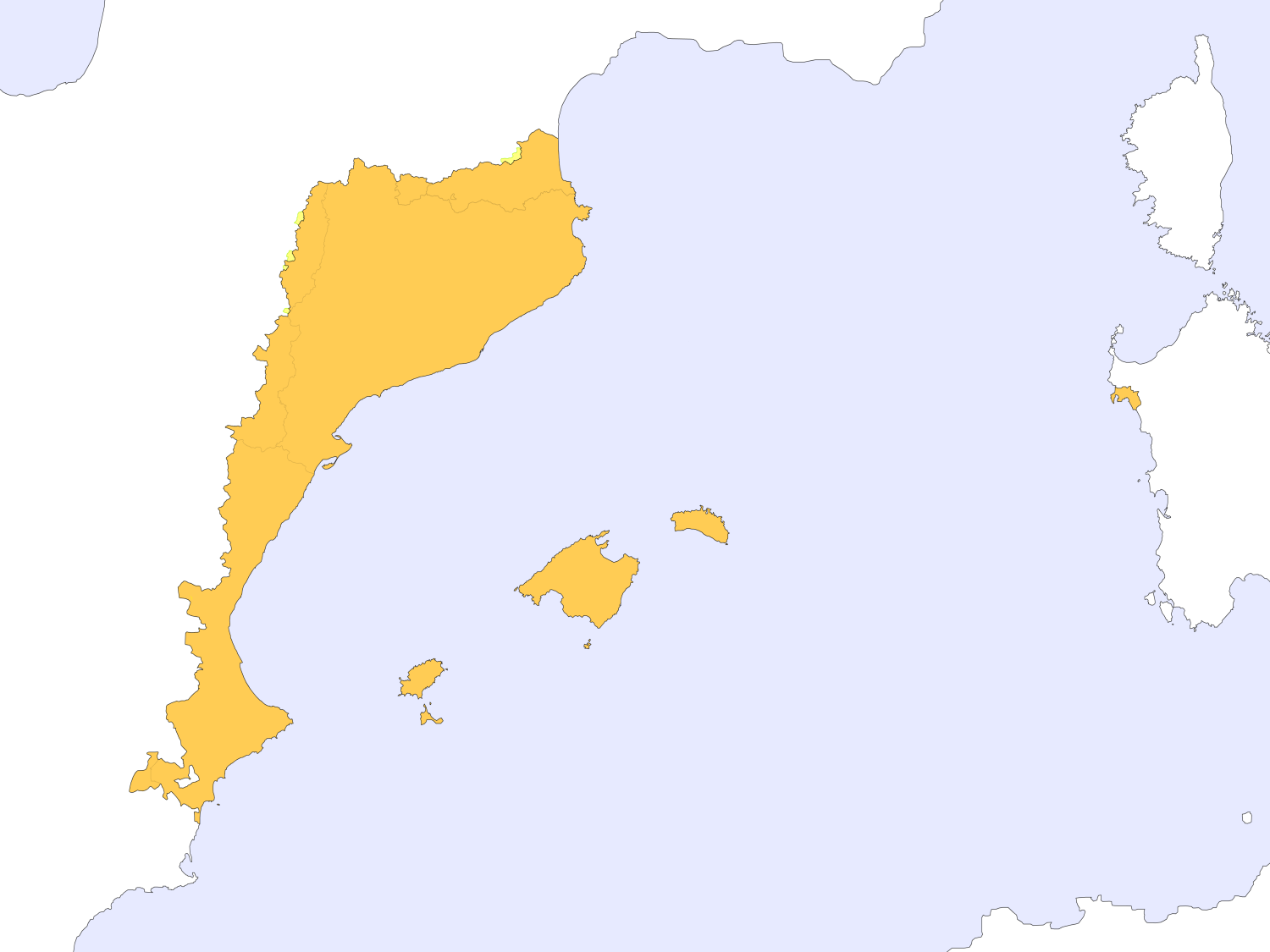
Mapa de los territorios de lengua catalana o Países Catalanes

Los Países Catalanes (en catalán: Països Catalans) son el concepto geográfico con el cual la ideología del pancatalanismo defiende el carácter de nación del conjunto de los territorios donde se habla catalán: las comunidades autónomas españolas de Cataluña; la Comunidad Valenciana y las Islas Baleares; la zona denominada como Franja de Poniente de Aragón; el Rosellón, Conflent y la Cerdaña francesa, a los que denominan Cataluña del Norte; el Principado de Andorra y la ciudad de Alguer, en la isla italiana de Cerdeña.
Esta ideología aspira a la constitución de un Estado independiente con este conjunto de territorios, con el nombre de Países Catalanes, aunque algunos sectores minoritarios prefieren decir Cataluña. Sin embargo, fuera de Cataluña esta ideología tiene un arraigo muy desigual: escaso en la Comunidad Valenciana y en Baleares, y únicamente testimonial en el Rosellón, Andorra, la Franja de Poniente y Alguer.
El término pancatalanismo suele ser hoy rechazado por los grupos que profesan esta ideología. El vocablo es utilizado principalmente por grupos y personas ajenos al pancatalanismo, y especialmente por los abiertamente contrarios al mismo (caso no solo del blaverismo en la Comunidad Valenciana, sino de partidos políticos con representación en las Cortes de Aragón, por ejemplo). Sin embargo, también ha sido empleado en el pasado por grupos o personas que profesaban la ideología pancatalanista. Los grupos pancatalanistas prefieren autodenominarse simplemente como nacionalistas, catalanistas o incluso valencianistas.
Políticamente, la unidad de los territorios de lengua catalana bajo un solo Estado independiente no ha existido como tal. Los Condados catalanes, el Reino de Mallorca y el Reino de Valencia fueron entidades políticas separadas que junto al Reino de Aragón formaron la Corona homónima, cada integrante tenía sus propias leyes e instituciones políticas pero compartiendo al soberano, en 1479 se dio la unión dinástica entre Fernando II de Aragón e Isabel I de Castilla que creó la Monarquía Hispánica. Entre 1704 y 1716, Felipe V aplicó los Decretos de Nueva Planta, lo que significó el final de los reinos de la Corona de Aragón.

## Artículos sobre causas irredentistas
- Cuestión de Olivenza
- Cuestión de las islas Malvinas
- Cuestión de Belice
- Cuestión de Gibraltar
- Euskal Herria
- Gran Albania
- Gran Alemania
- Gran Argentina
- Gran Armenia
- Gran Bulgaria
- Gran China
- Gran Colombia
- Gran Croacia
- Gran Finlandia
- Gran Hungría
- Gran Idea (Grecia)
- Gran Irán
- Gran Israel
- Gran Italia
- Gran Marruecos
- Gran Rumanía
- Gran Rusia
- Gran Serbia
- Gran Siria
- Gran Somalia
- Gran Timor
- Gran Yemen
- Guayana Esequiba
- Irredentismo ucraniano
- Italia irredenta
- Macedonia unida
- Mediterraneidad de Bolivia
- Pancatalanismo
- Reconquista (México)